# Departamentos de Burkina Faso
Las provincias de Burkina Faso están divididas en 301 departamentos. He aquí una lista de los departamentos, ordenados por provincias:

## Balé

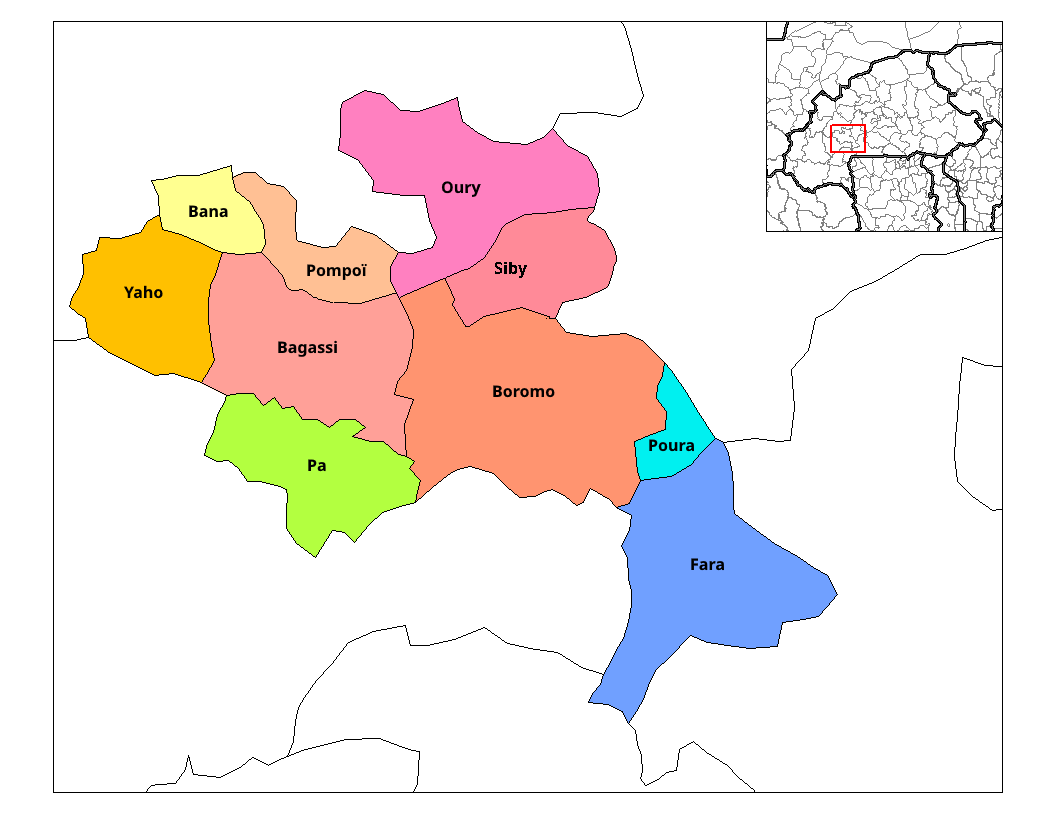
Departamentos de Balé.

- Bagassi
- Bana
- Boromo
- Fara
- Oury
- Pâ
- Pompoï
- Poura
- Siby
- Yaho

## Bam

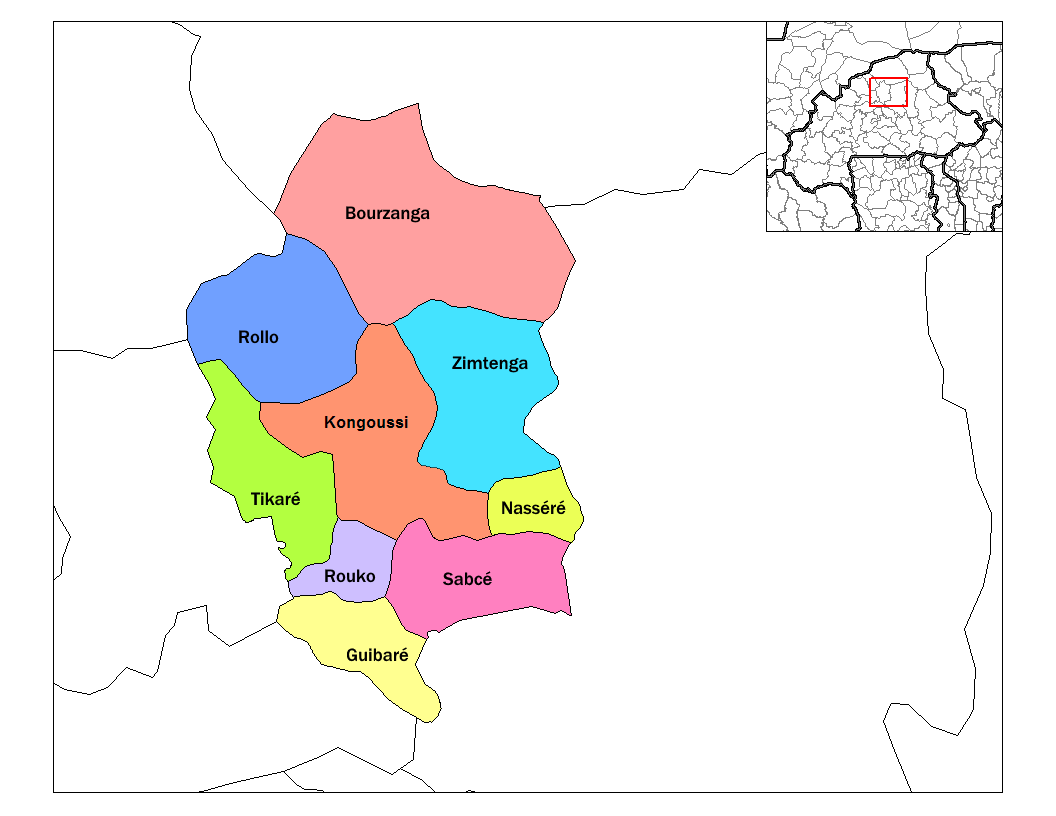
Departamentos de Bam.

- Bourzanga
- Guibaré
- Kongoussi
- Rollo
- Sabcé
- Tikaré

## Banwa

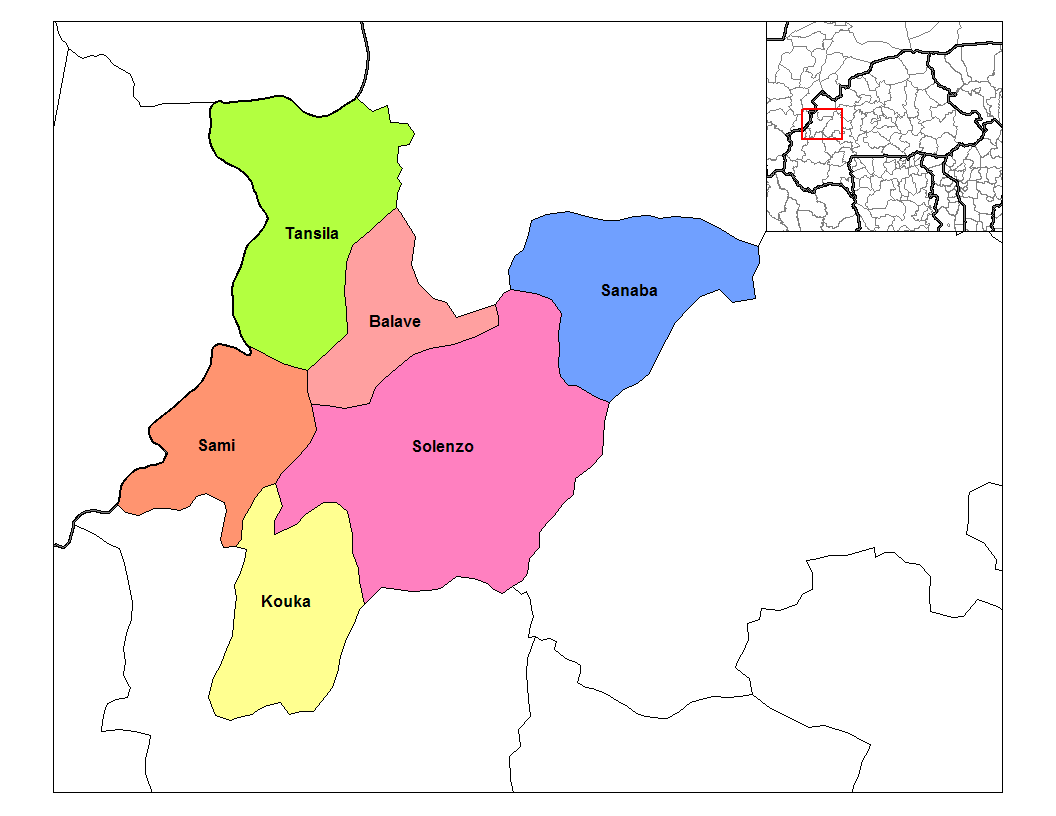
Departamentos de Banwa.

- Balavé
- Kouka
- Sami
- Sanaba
- Solenzo
- Tansila

## Bazéga

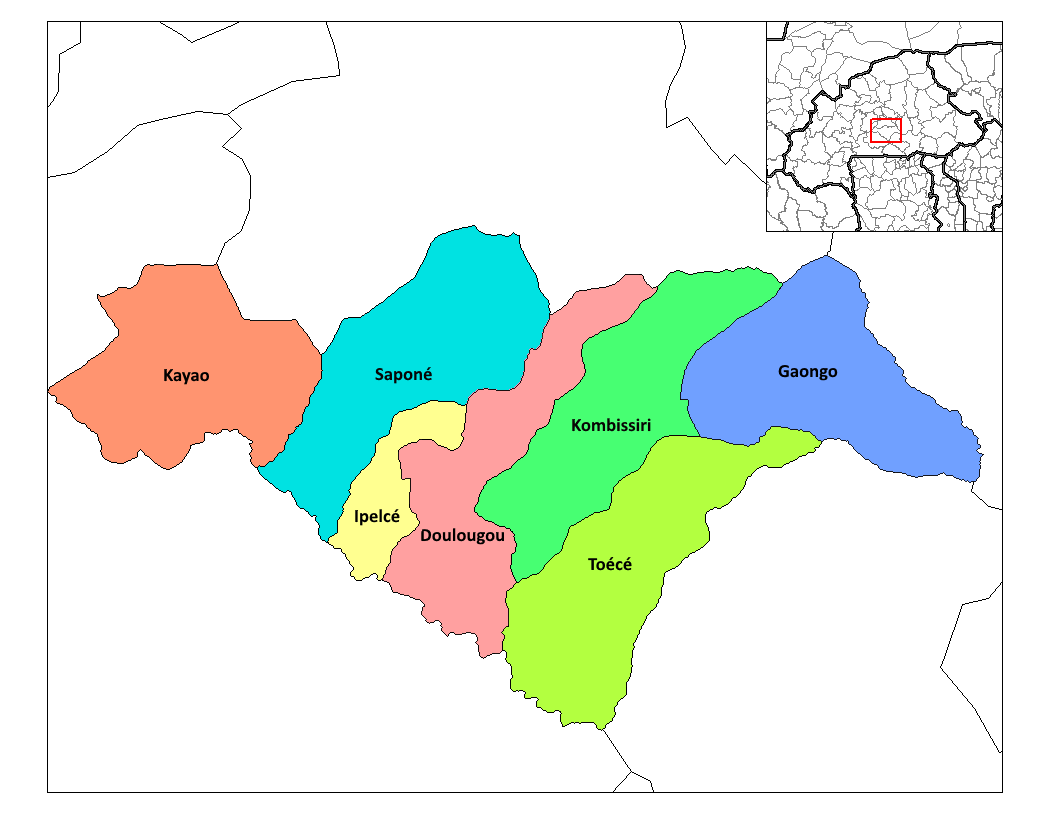
Departamentos de Bazéga.

- Doulougou
- Gaongo
- Ipelcé
- Kayao
- Kombissiri
- Saponé
- Toécé

## Bougouriba

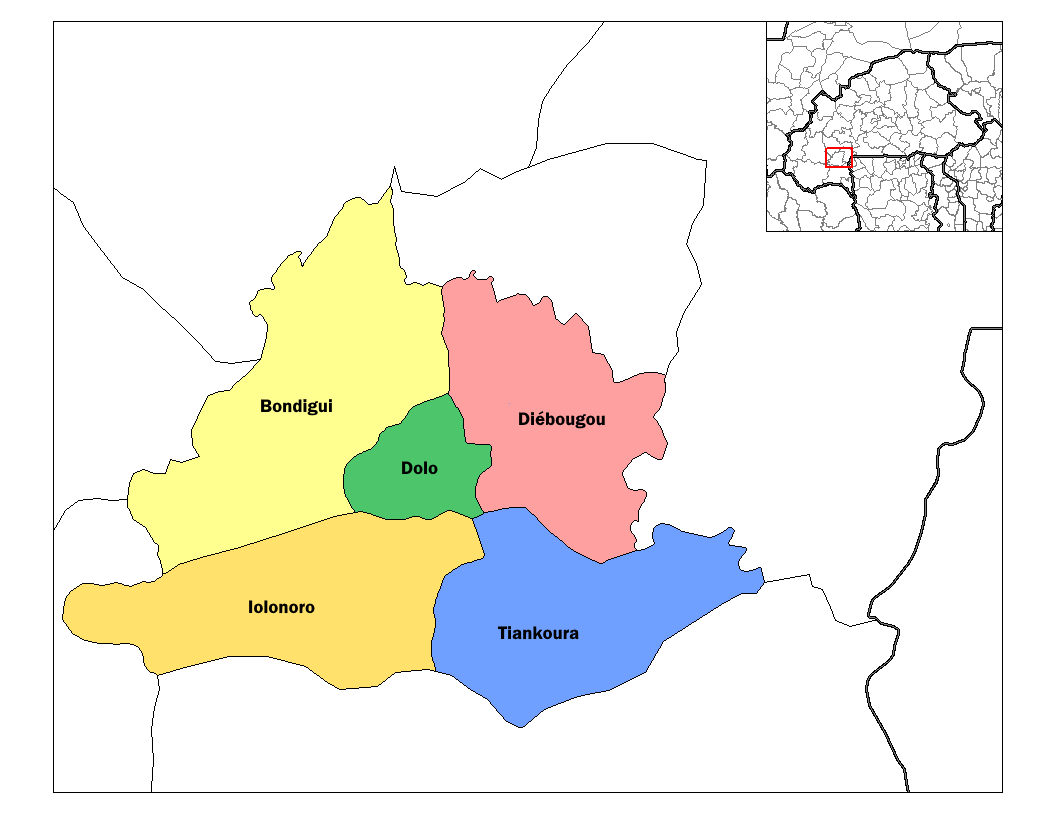
Departamentos de Bougouriba.

- Bondigui
- Diébougou
- Dolo
- Iolonioro
- Tiankoura

## Boulgou

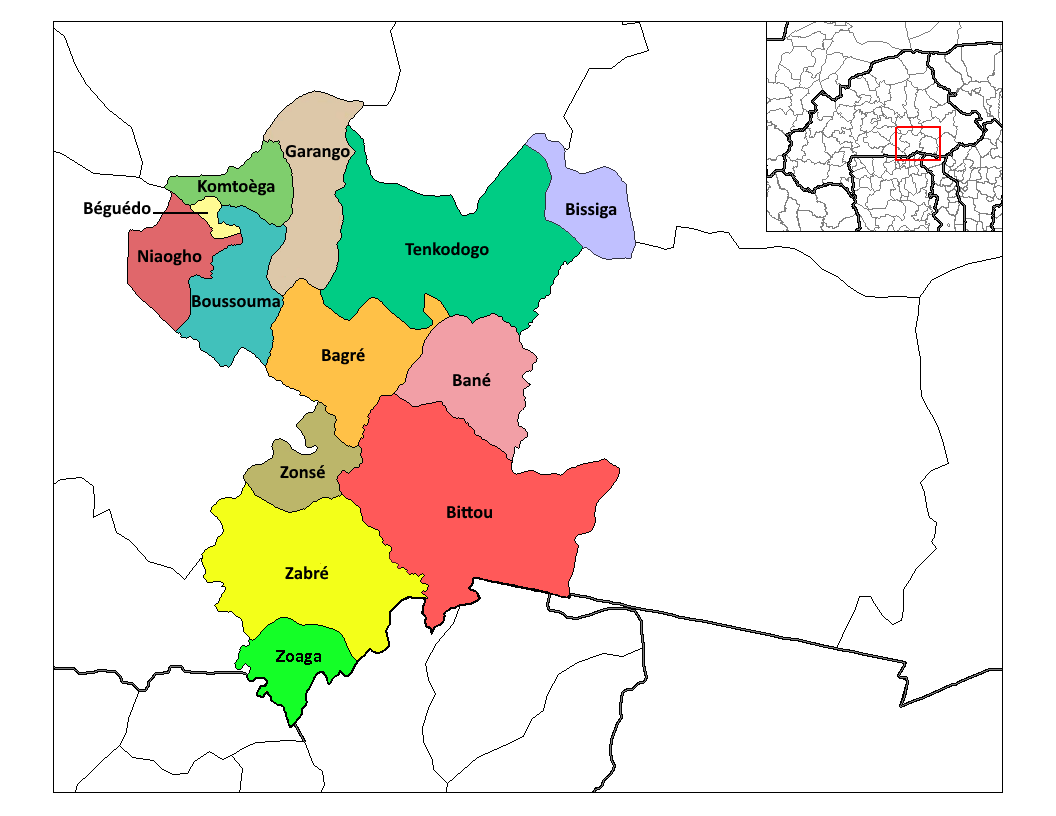
Departamentos de Boulgou.

- Bagré6
- Bané
- Béguédo
- Bissiga
- Bittou
- Boussouma
- Garango
- Komtoèga
- Niaogho
- Tenkodogo
- Zabré
- Zoaga
- Zonsé

## Boulkiemdé

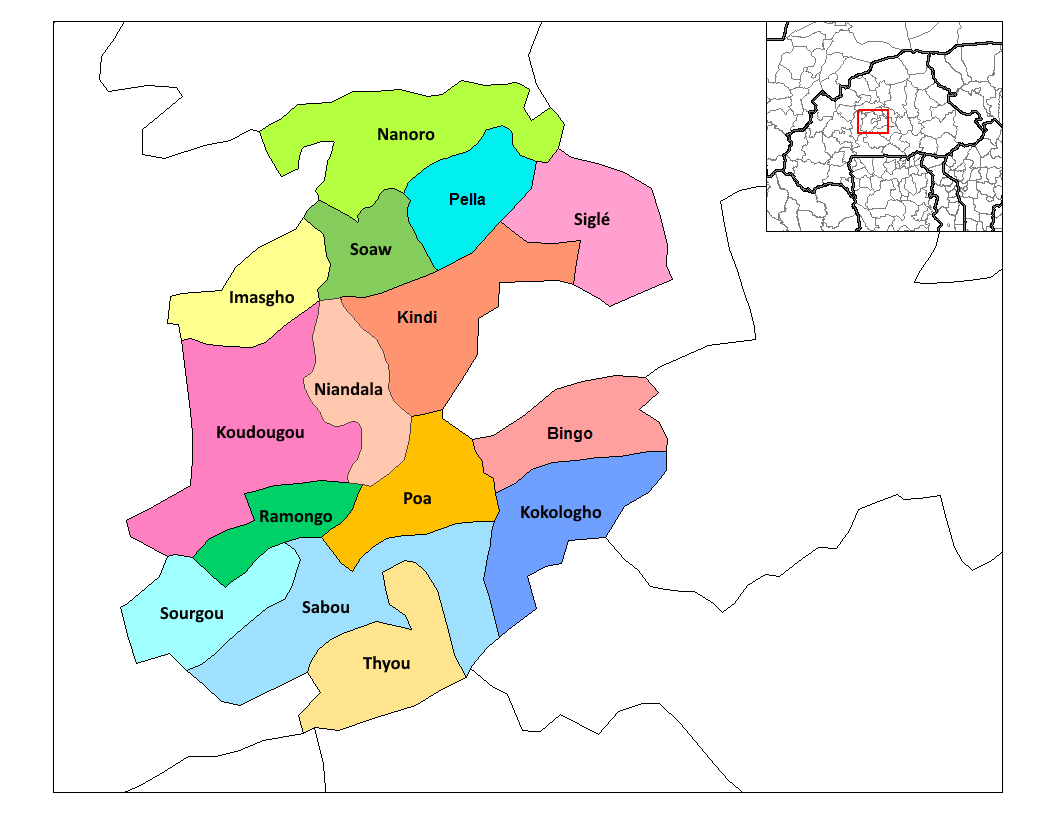
Departamentos de Boulkiemdé.

- Bingo
- Imasgo
- Kindi
- Kokologo
- Koudougou
- Nandiala
- Nanoro
- Pella
- Poa
- Ramongo
- Sabou
- Siglé
- Soaw
- Sourgou
- Thyou

## Comoé

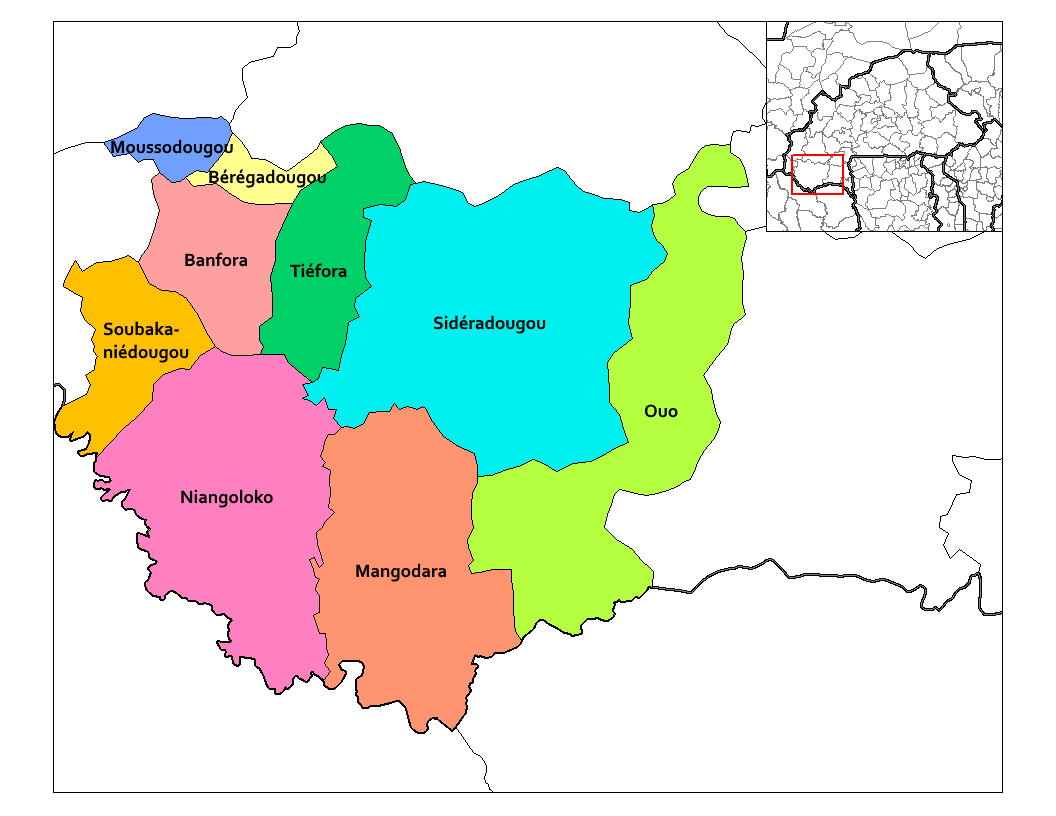
Departamentos de Comoé.

- Banfora
- Bérégadougou
- Mangodara
- Moussodougou
- Niangoloko
- Ouo
- Sidéradougou
- Soubakaniédougou
- Tiéfora

## Ganzourgou

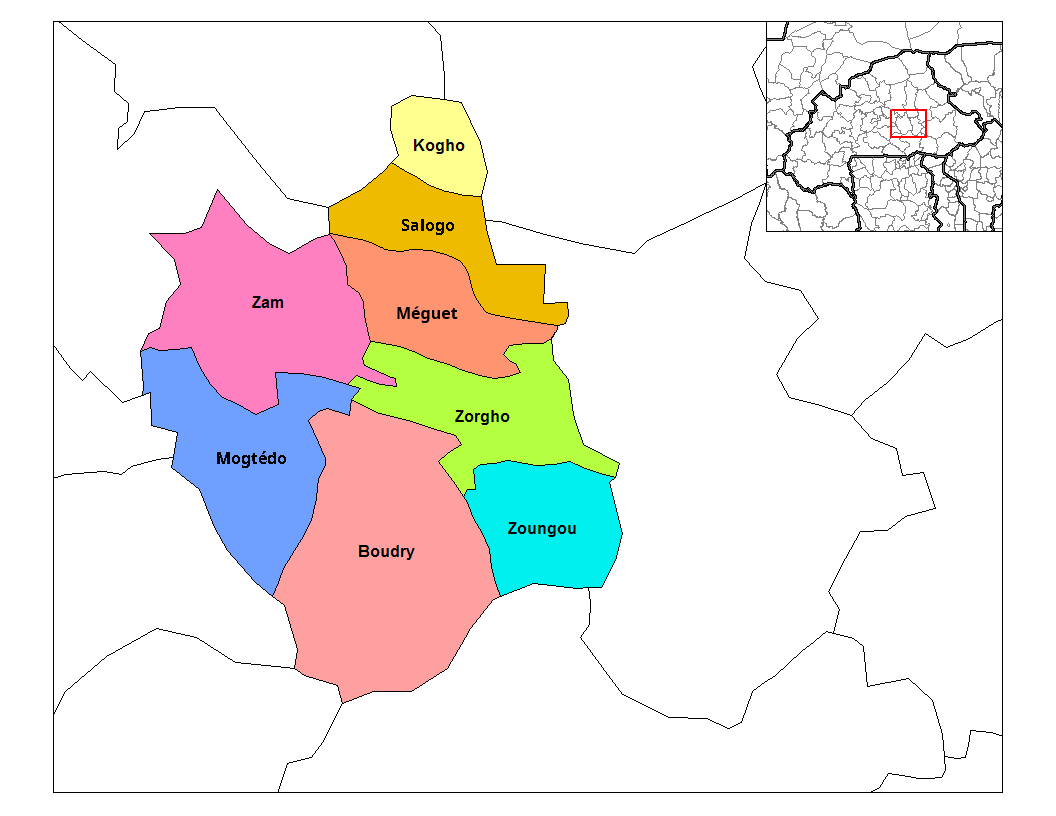
Departamentos de Ganzourgou.

- Boudry
- Kogho
- Méguet
- Mogtédo
- Salogo
- Zam
- Zorgho
- Zoungou

## Gnagna

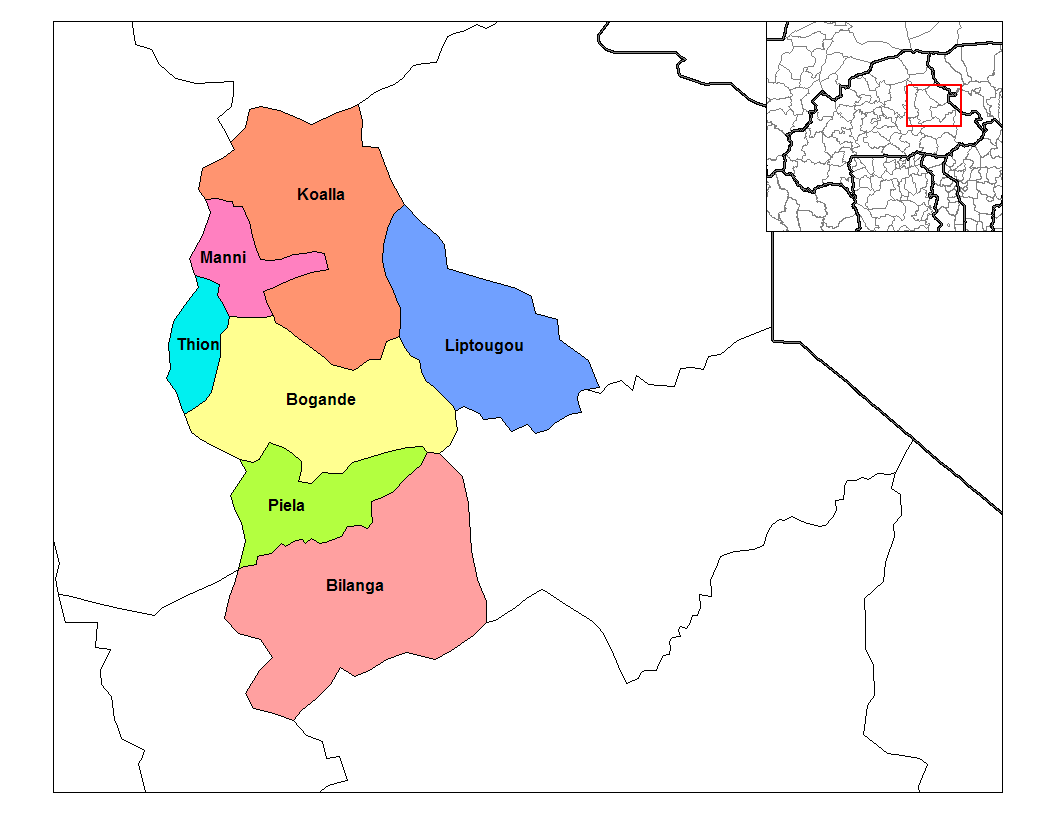
Departamentos de Gnagna.

- Bilanga
- Bogandé
- Coalla
- Liptougou
- Manni
- Piéla
- Thion

## Gourma

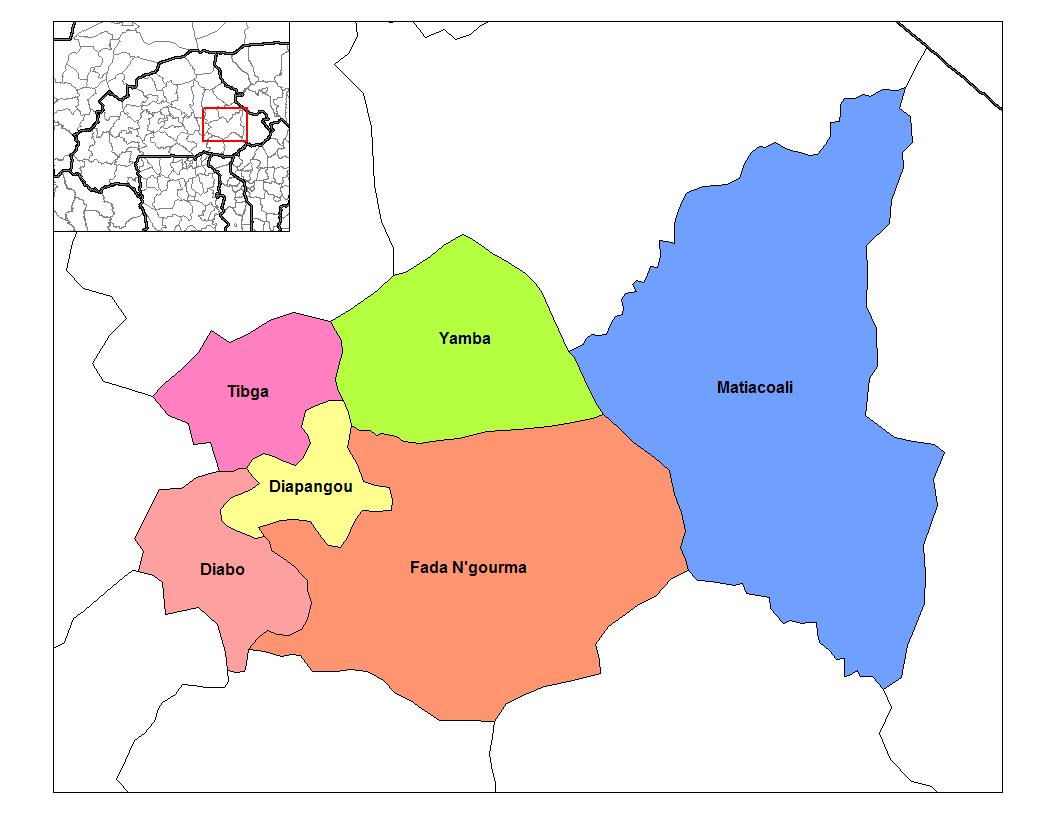
Departamentos de Gourma.

- Diabo
- Diapangou
- Fada N'Gourma
- Matiacoali
- Tibga
- Yamba

## Houet

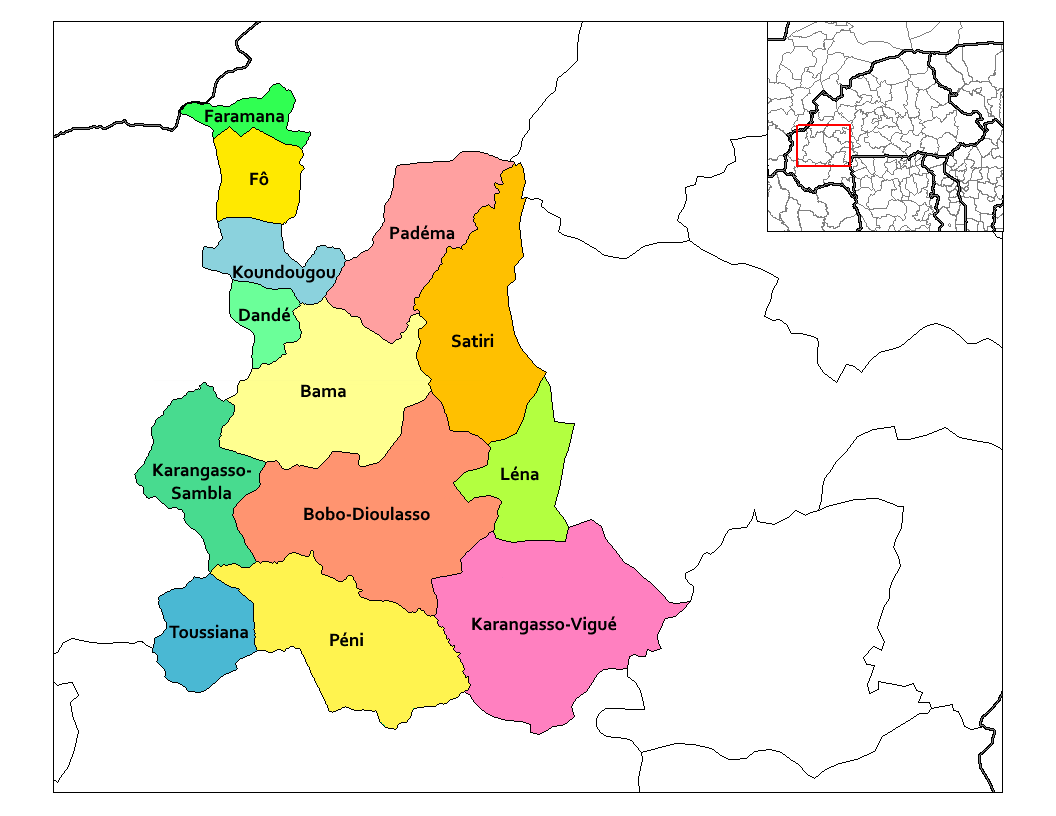
Departamentos de Houet

- Bama
- Bobo-Dioulasso
- Dandé
- Faramana
- Fô
- Karangasso-Sambla
- Karangasso-Vigué
- Koundougou
- Léna
- Padéma
- Péni
- Satiri
- Toussiana

## Ioba

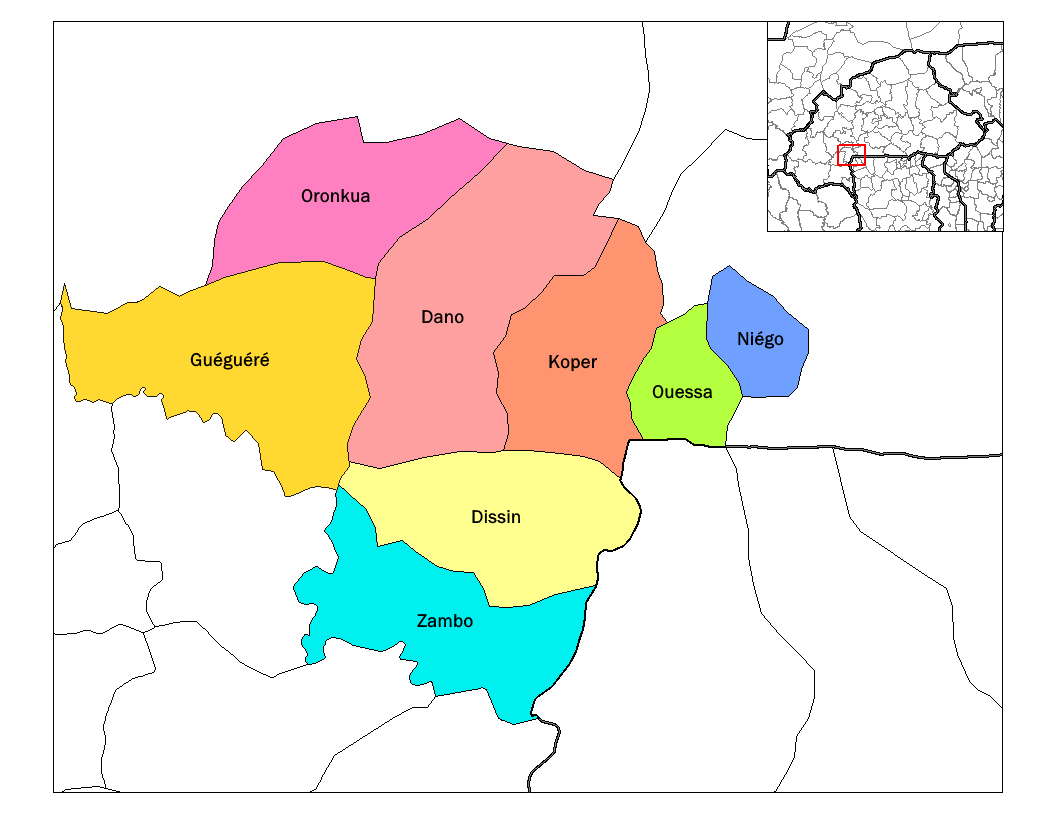
Departamentos de Ioba.

- Dano
- Dissin
- Guéguéré
- Koper
- Niego
- Oronkua
- Ouessa
- Zambo

## Kadiogo

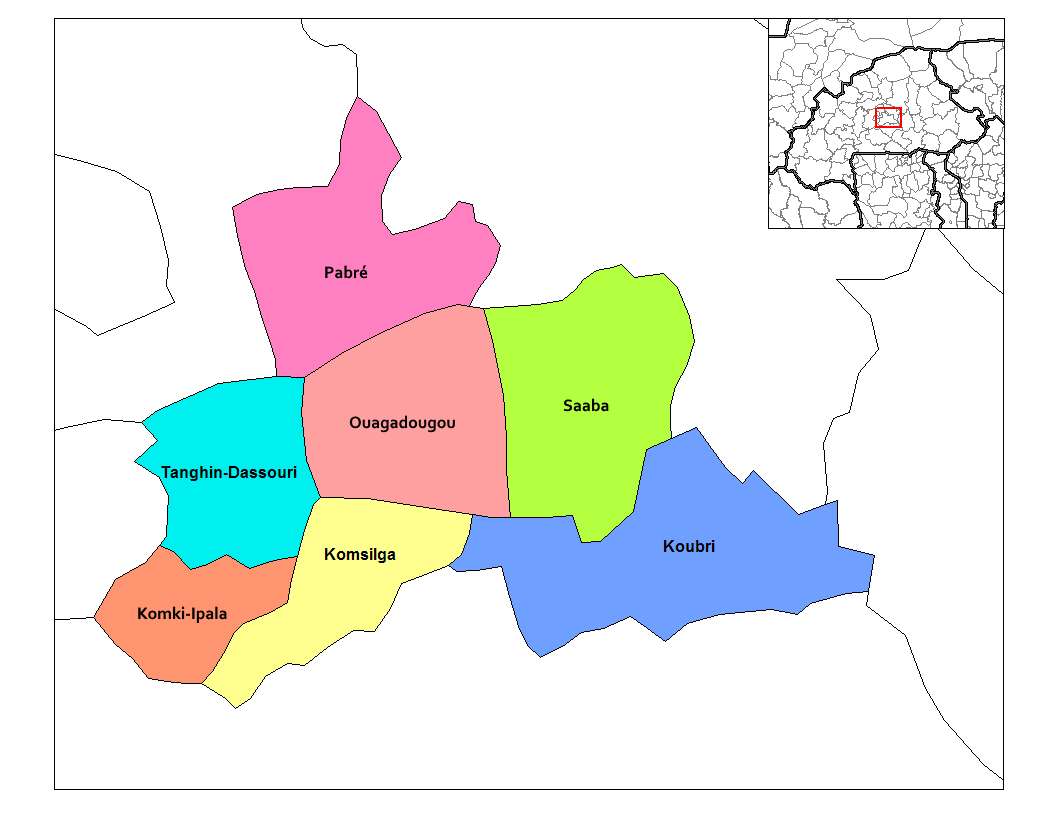
Departamentos de Kadiogo.

- Komki-Ipala
- Komsilga
- Koubri
- Uagadugú
- Pabré
- Saaba
- Tanghin-Dassouri

## Kénédougou

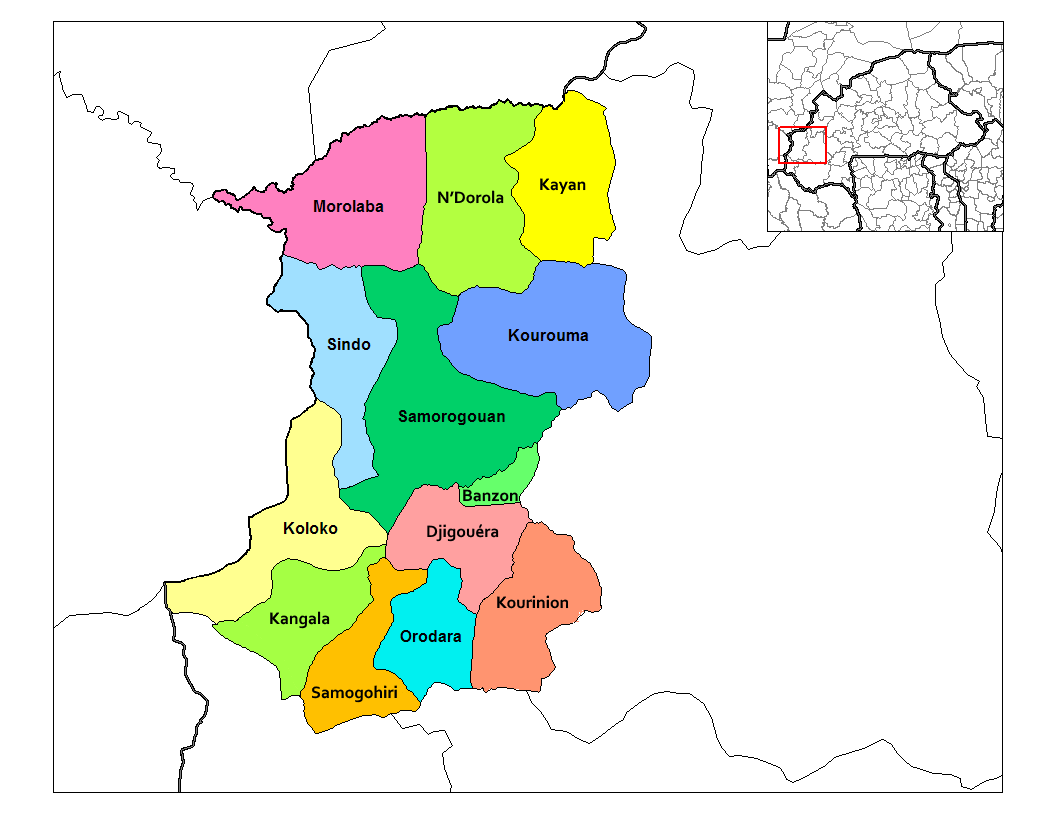
Departamentos de Kénédougou.

- Banzon
- Djigouéra
- Kangala
- Kayan
- Koloko
- Kourinion
- Kourouma
- Morolaba
- N'dorola
- Orodara
- Samogohiri
- Samorogouan
- Sindo

## Komondjari

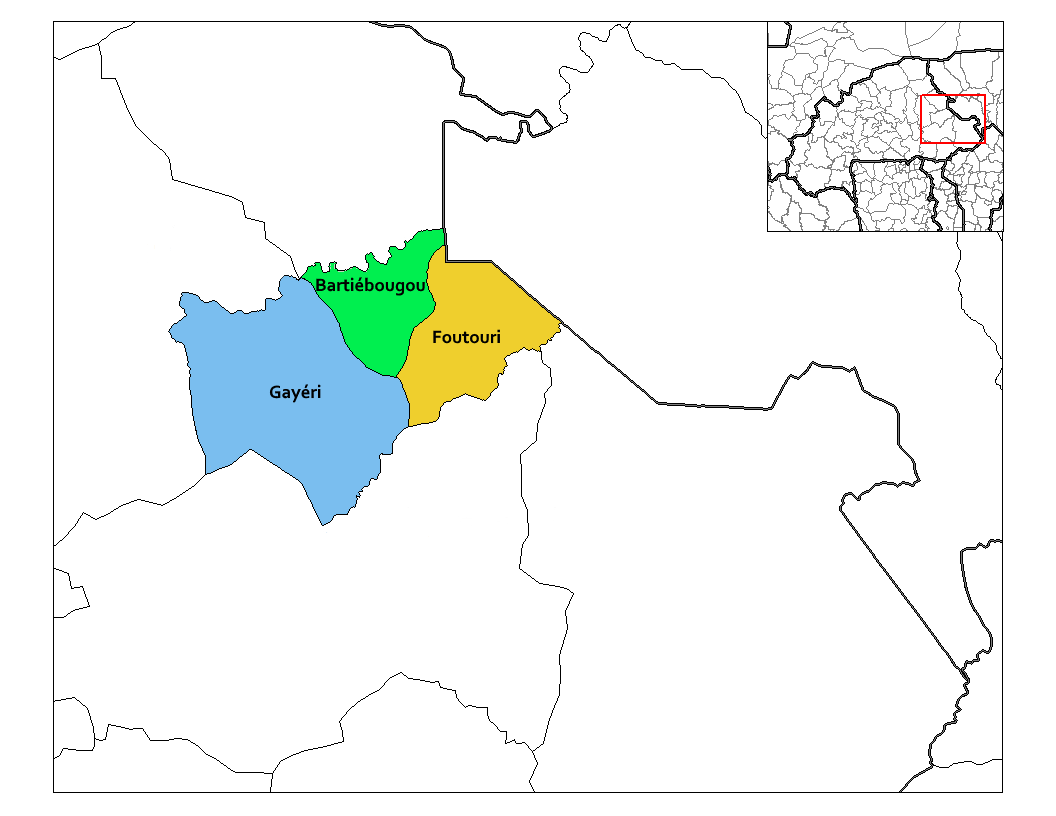
Departamentos de Komondjari.

- Bartiébougou
- Foutouri
- Gayéri

## Kompienga

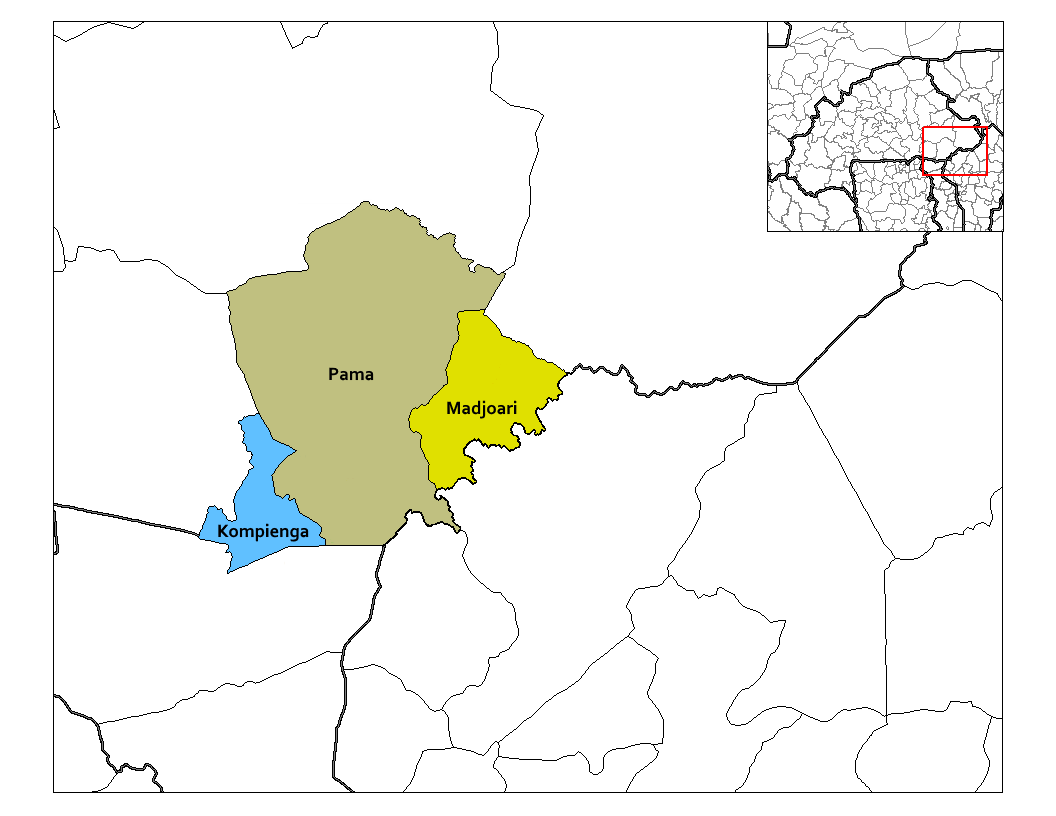
Departamentos de Kompienga.

- Kompienga
- Madjoari
- Pama

## Kossi

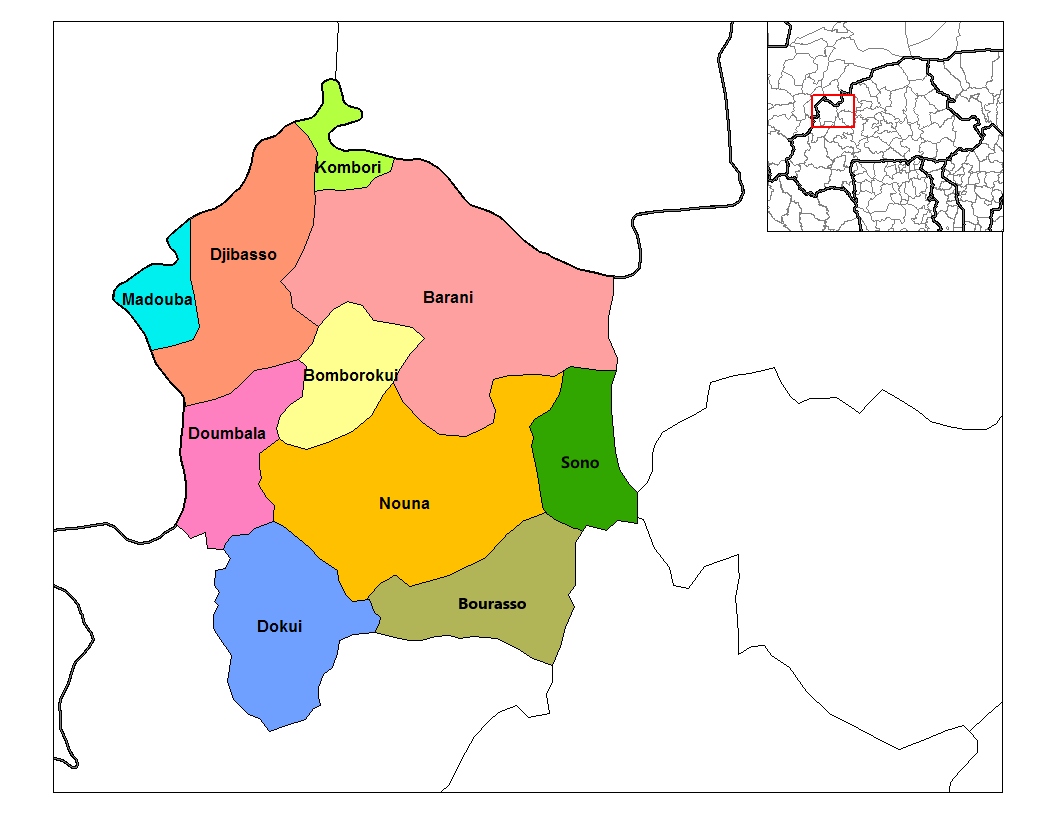
Departamentos de Kossi.

- Barani
- Bomborokuy
- Bourasso
- Djibasso
- Dokuy
- Doumbala
- Kombori
- Madouba
- Nouna
- Sono

## Koulpélogo

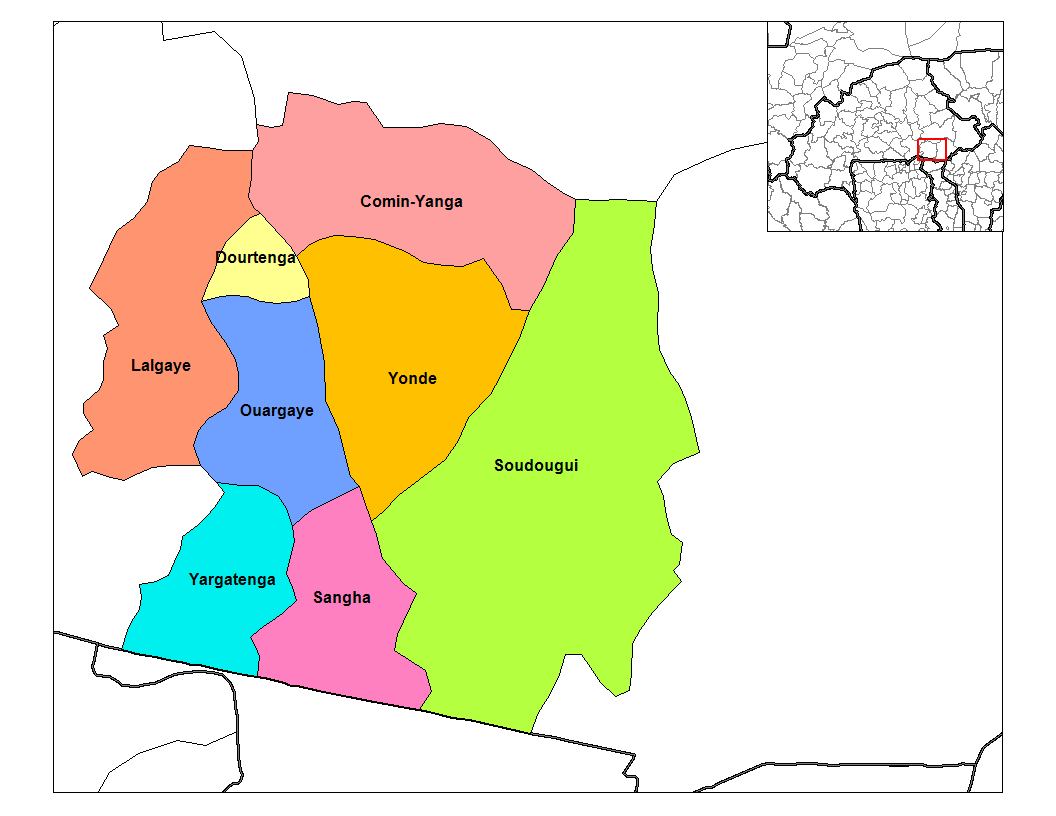
Departamentos de Koulpélogo.

- Comin-Yanga
- Dourtenga
- Lalgaye
- Ouargaye
- Sangha
- Soudougui
- Yargatenga
- Yondé

## Kouritenga

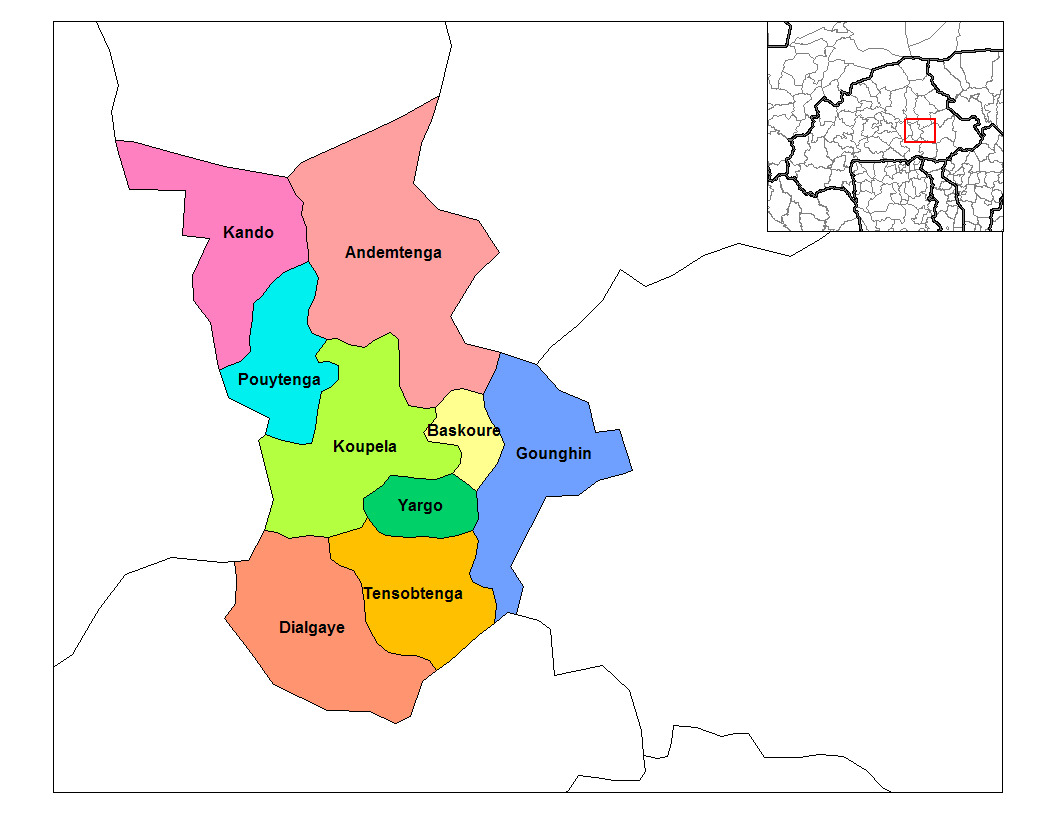
Departamentos de Kouritenga.

- Andemtenga
- Baskouré
- Dialgaye
- Gounghin
- Kando
- Koupéla
- Pouytenga
- Tensobentenga
- Yargo

## Kourwéogo

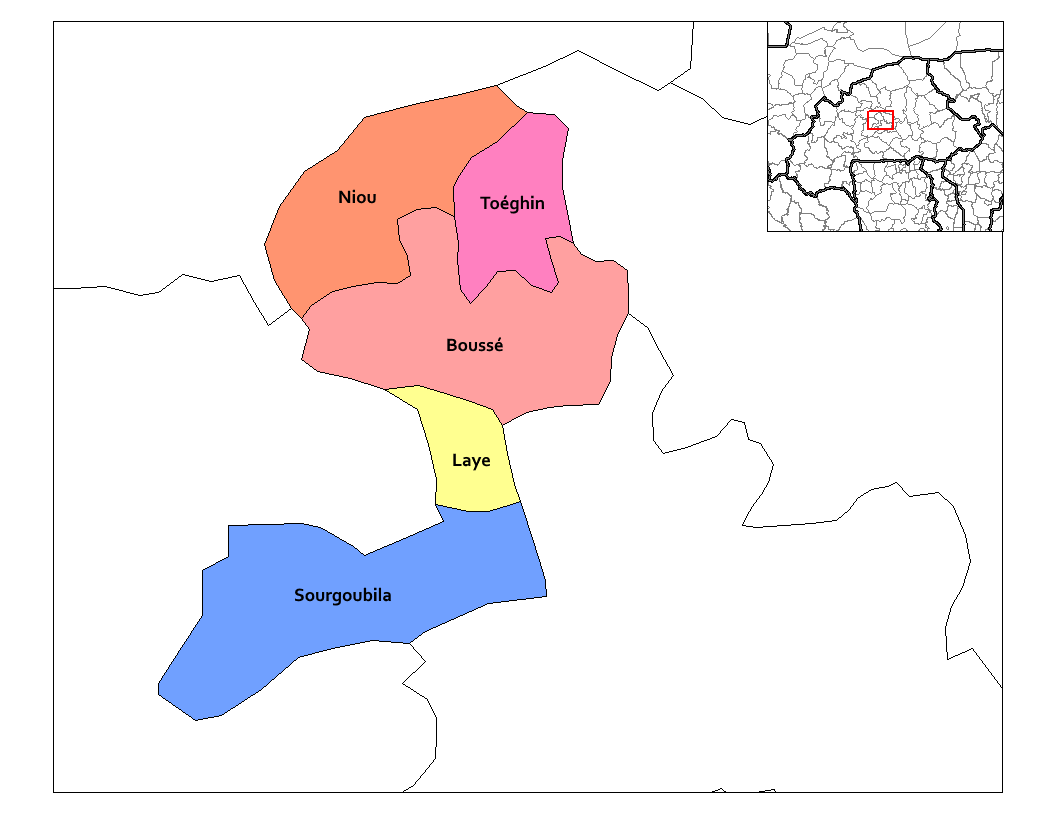
Departamentos de Kourwéogo.

- Boussé
- Laye
- Niou
- Sourgoubila
- Toéghin

## Léraba

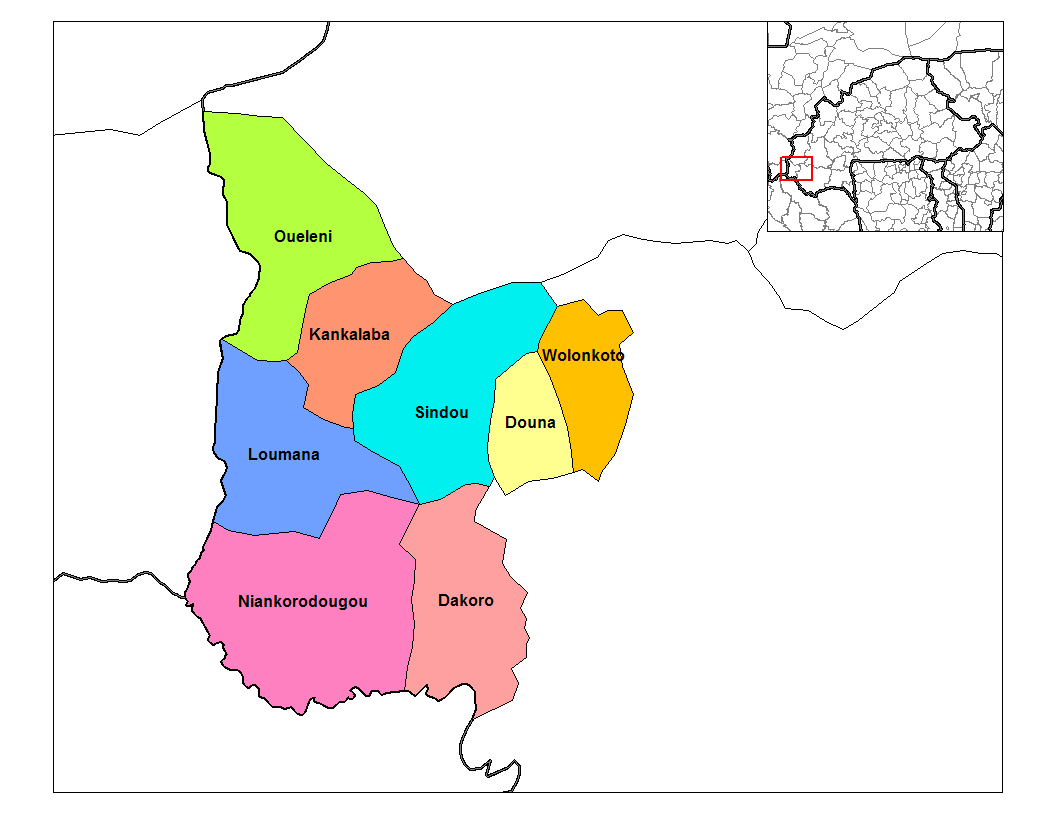
Departamentos de Léraba.

- Dakoro
- Douna
- Kankalaba
- Loumana
- Niankorodougou
- Ouéléni
- Sindou
- Wolonkoto

## Loroum

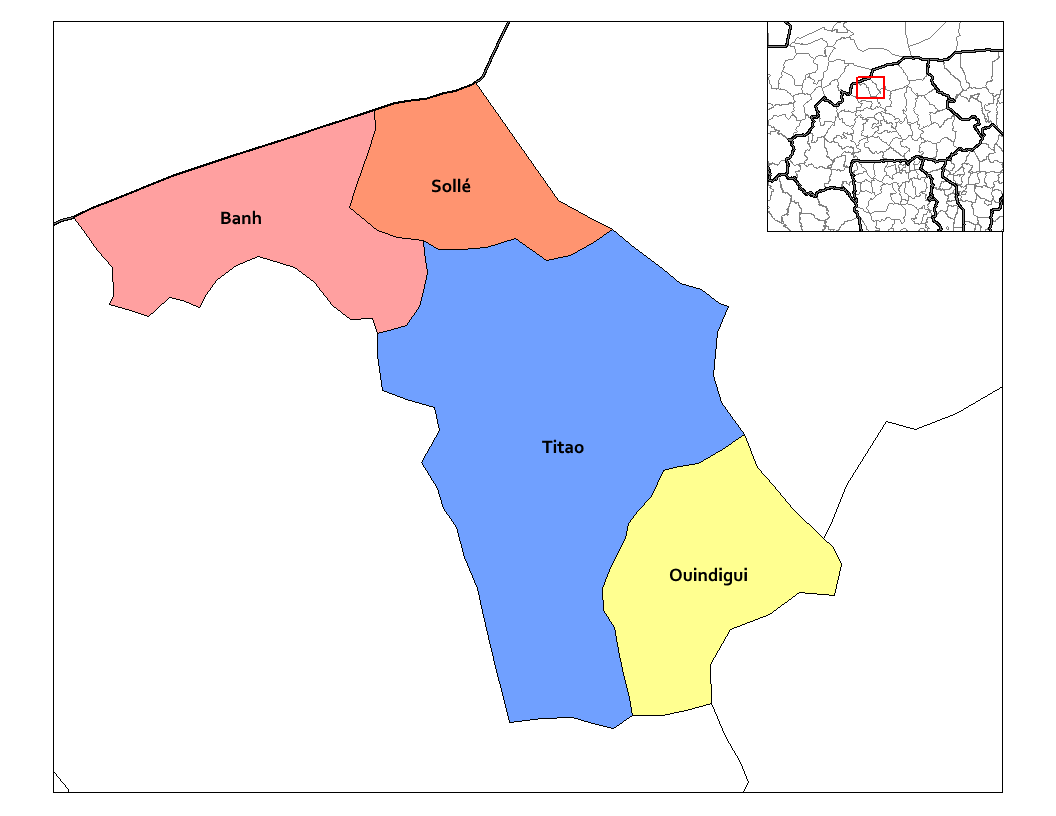
Departamentos de Loroum.

- Banh
- Ouindigui
- Sollé
- Titao

## Mouhoun

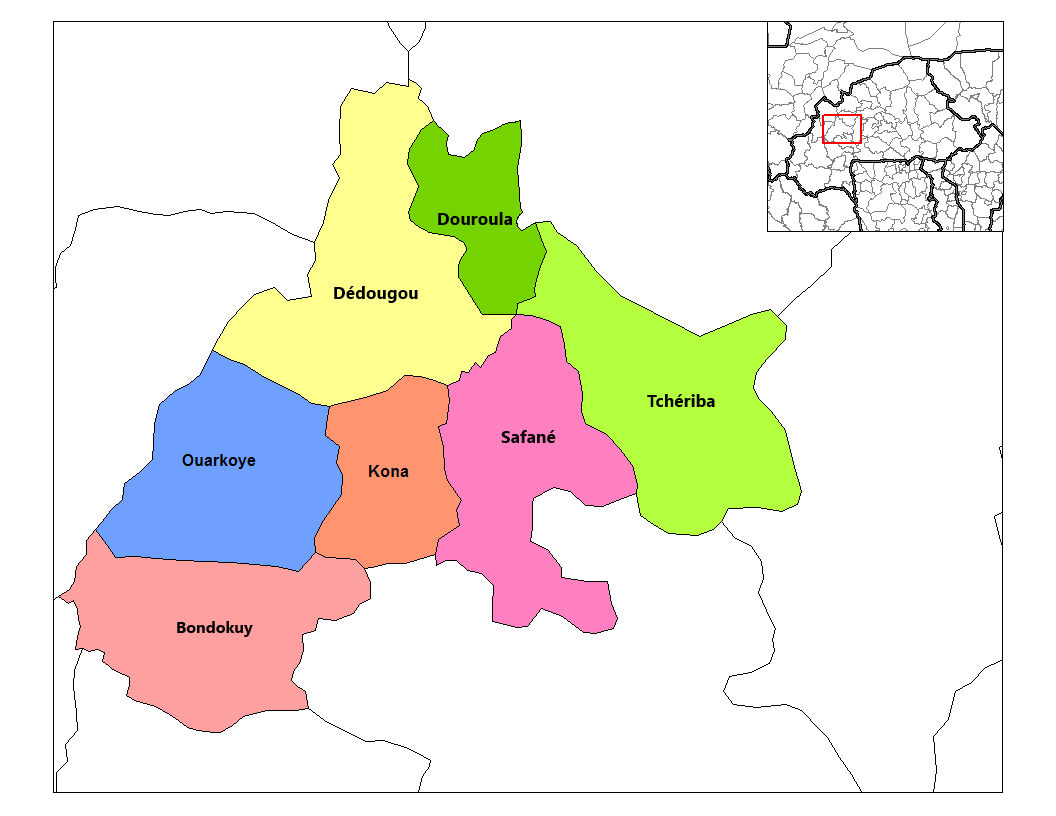
Departamentos de Mouhoun.

- Bondokuy
- Dédougou
- Douroula
- Kona
- Ouarkoye
- Safané
- Tchériba

## Nahouri

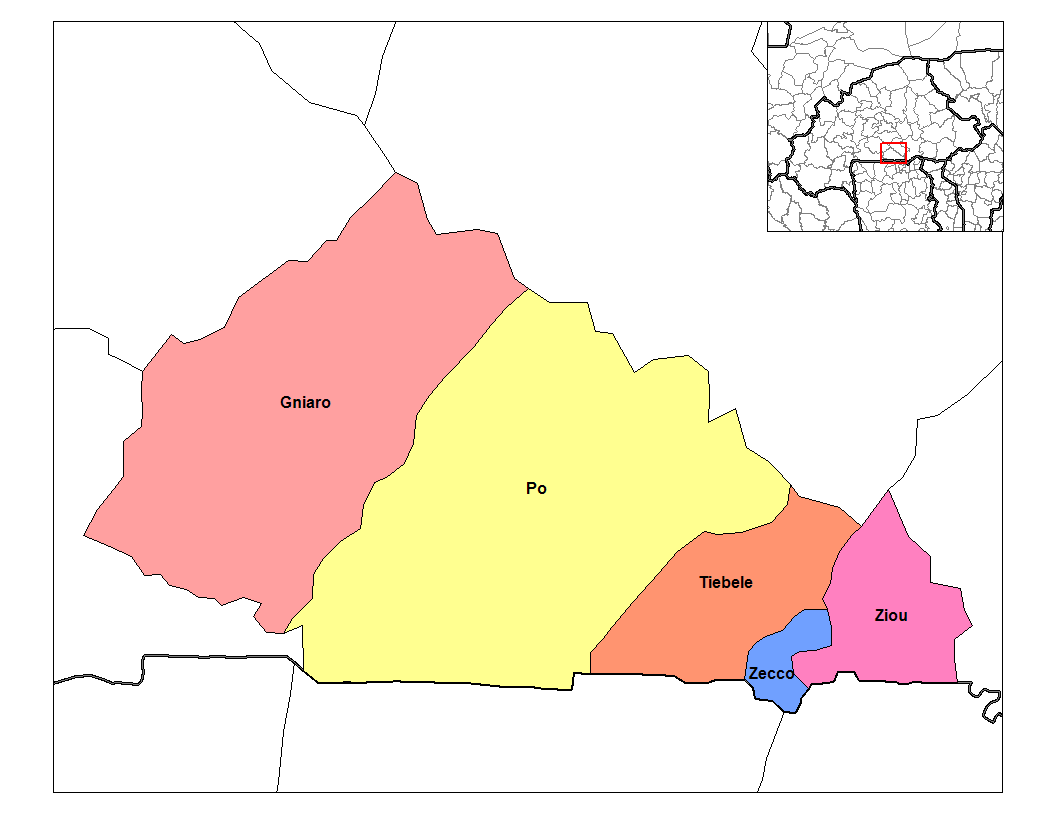
Departamentos de Nahouri.

- Guiaro
- Pô
- Tiébélé
- Zecco
- Ziou

## Namentenga

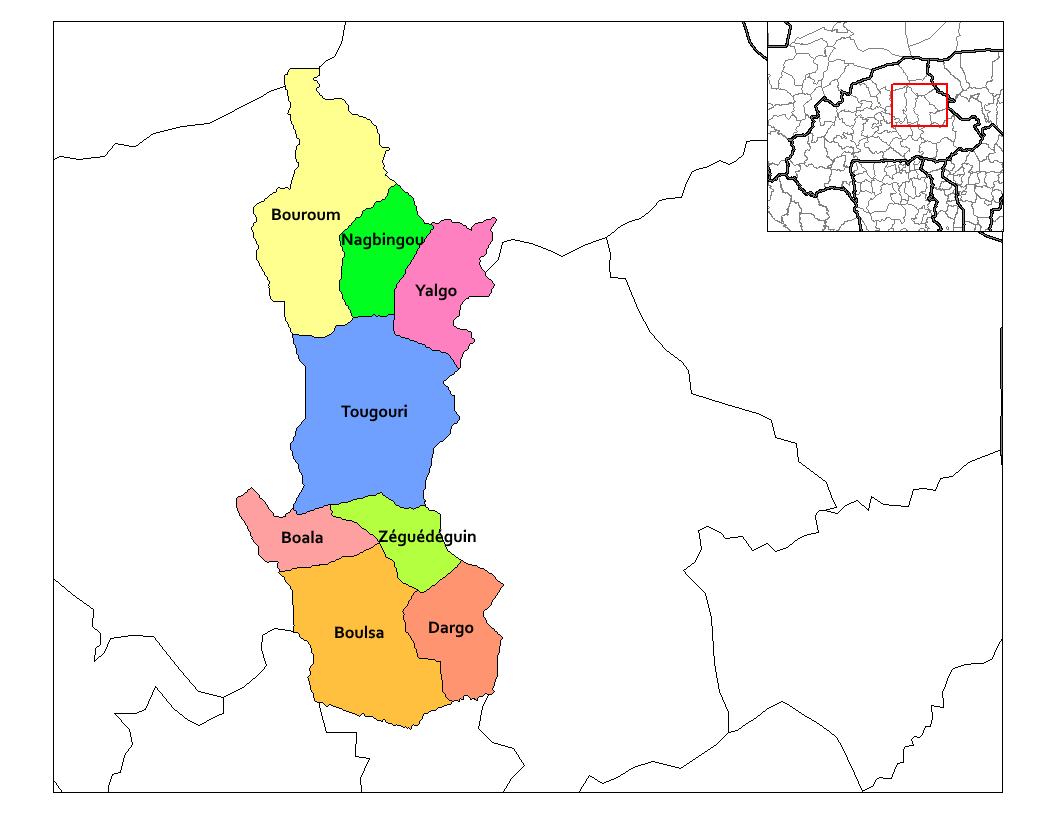
Departamentos de Namentenga.

- Boala
- Boulsa
- Bouroum
- Dargo
- Nagbingou
- Tougouri
- Yalgo
- Zéguédéguin

## Nayala

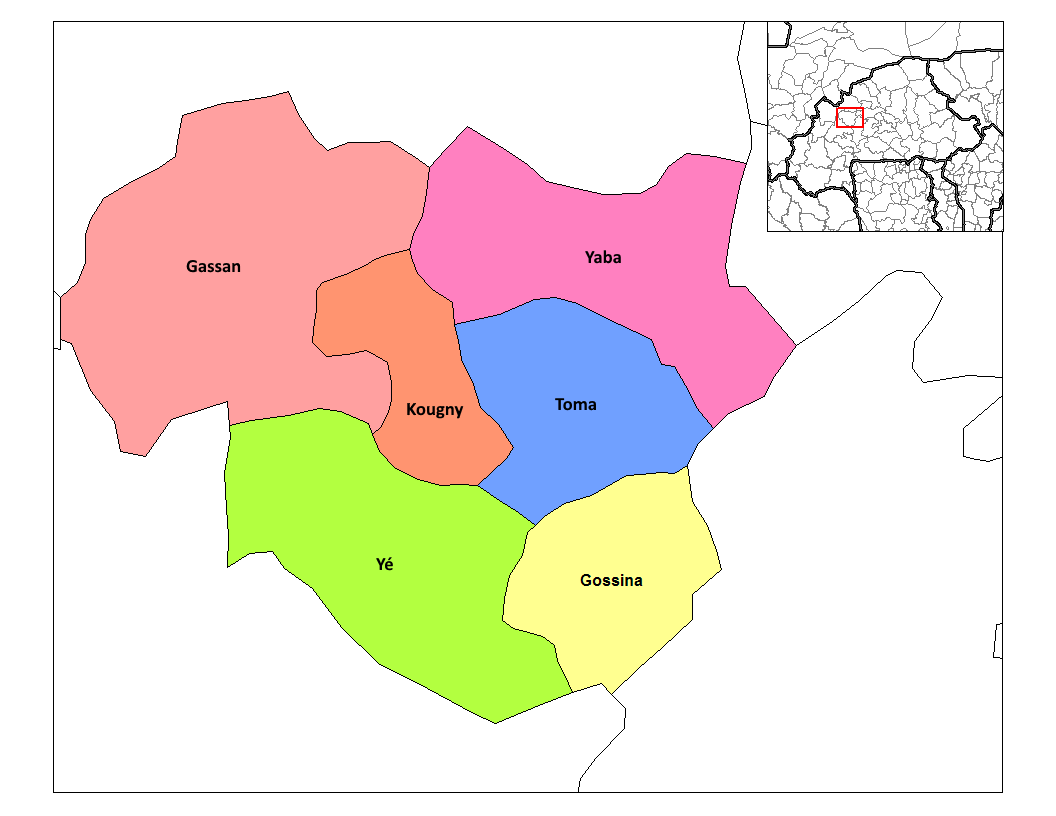
Departamentos de Nayala.

- Gassan
- Gossina
- Kougny
- Toma
- Yaba
- Yé

## Noumbiel

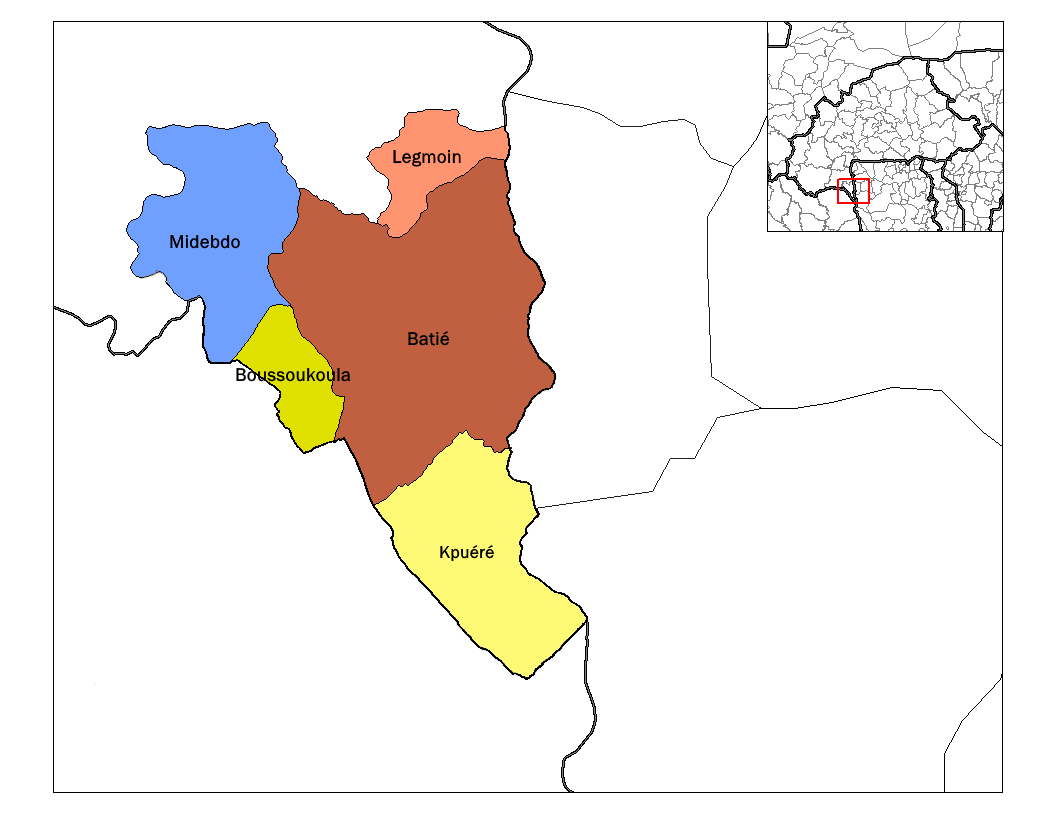
Departamentos de Noumbiel.

- Batié
- Boussoukoula
- Kpuéré
- Legmoin
- Midebdo

## Oubritenga

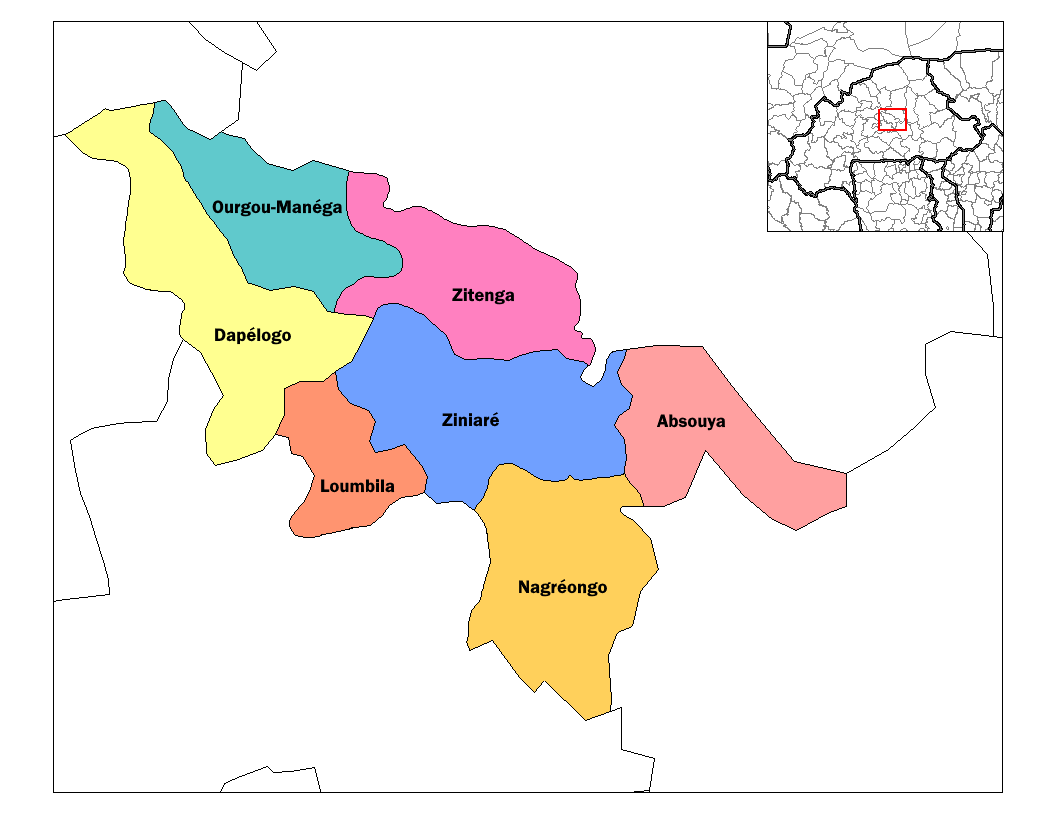
Departamentos de Oubritenga.

- Absouya
- Dapélogo
- Loumbila
- Nagréongo
- Ourgou-Manéga
- Ziniaré
- Zitenga

## Oudalan

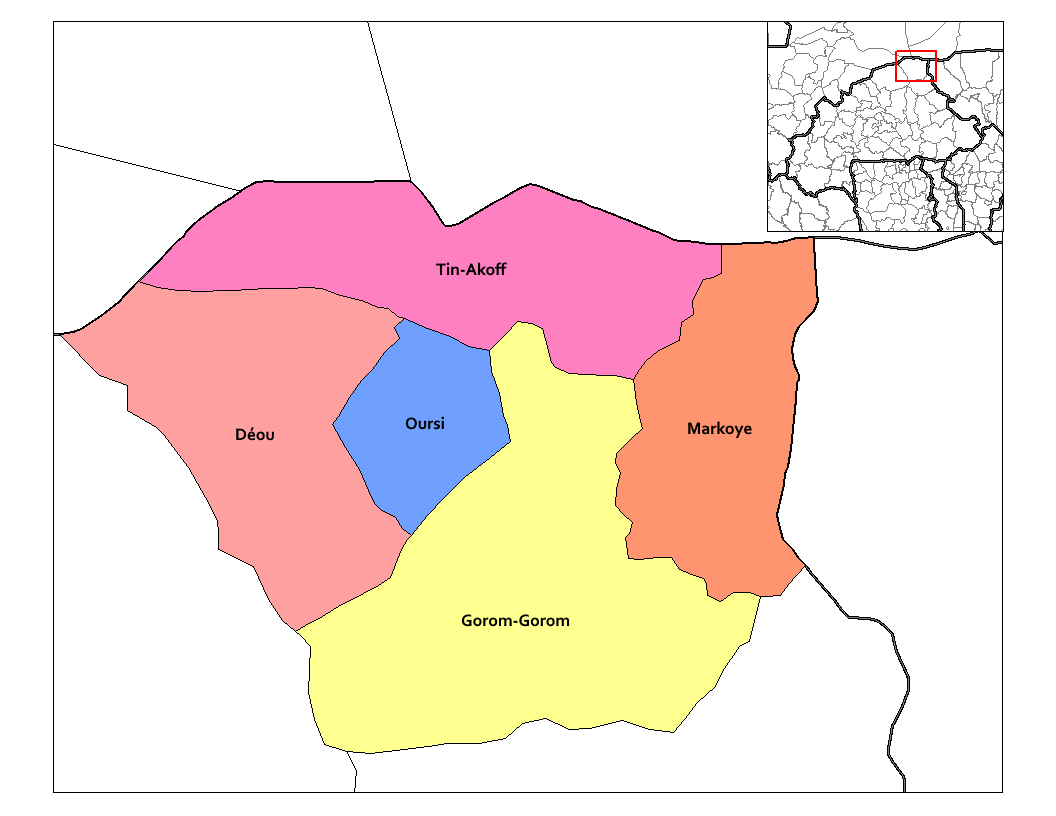
Departamentos de Oudalan.

- Déou
- Gorom-Gorom
- Markoye
- Oursi
- Tin-Akoff

## Passoré

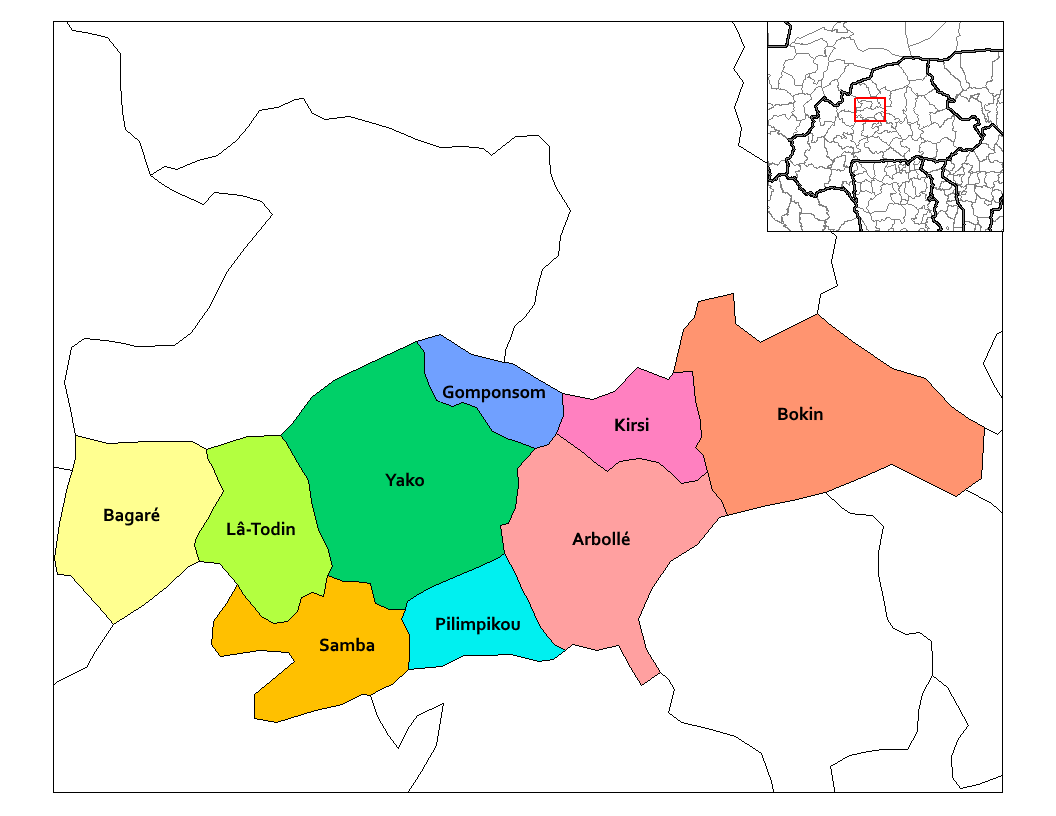
Departamentos de Passoré.

- Arbollé
- Bagaré
- Bokin
- Gomponsom
- Kirsi
- Lâ-Todin
- Pilimpikou
- Samba
- Yako

## Poni

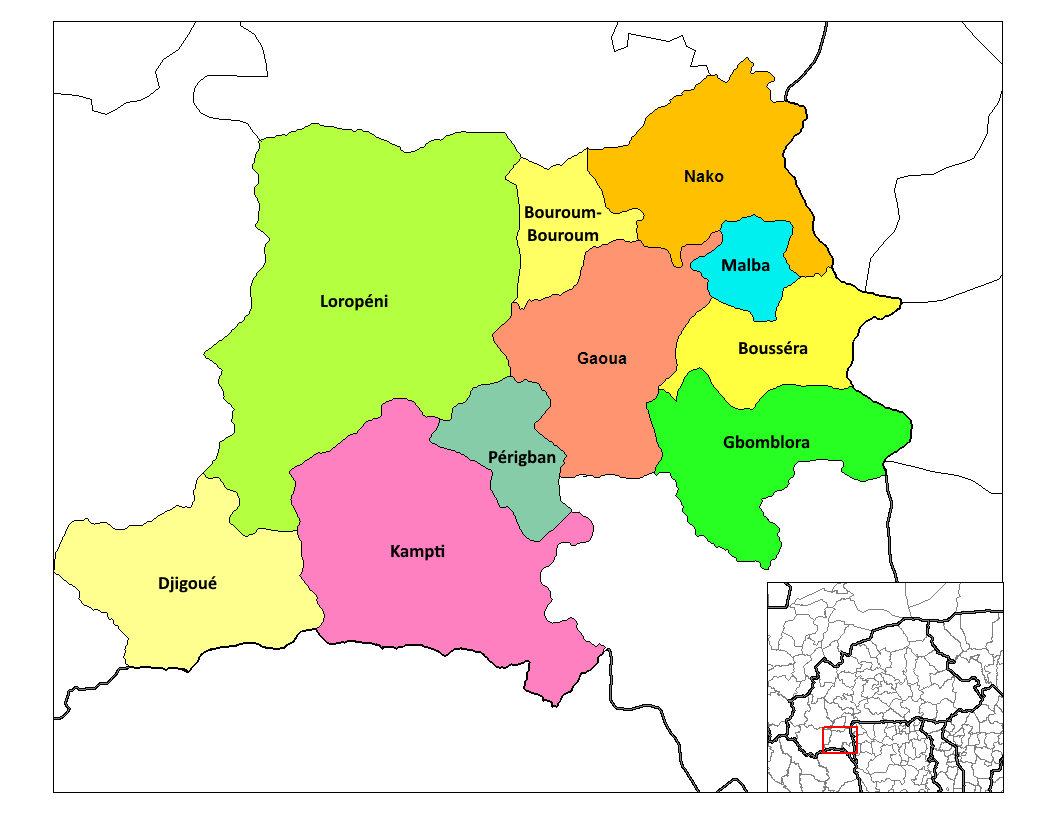
Departamentos de Poni.

- Bouroum-Bouroum
- Bousséra
- Djigoué
- Gaoua
- Gbomblora
- Kampti
- Loropéni
- Malba
- Nako
- Périgban

## Sanguié

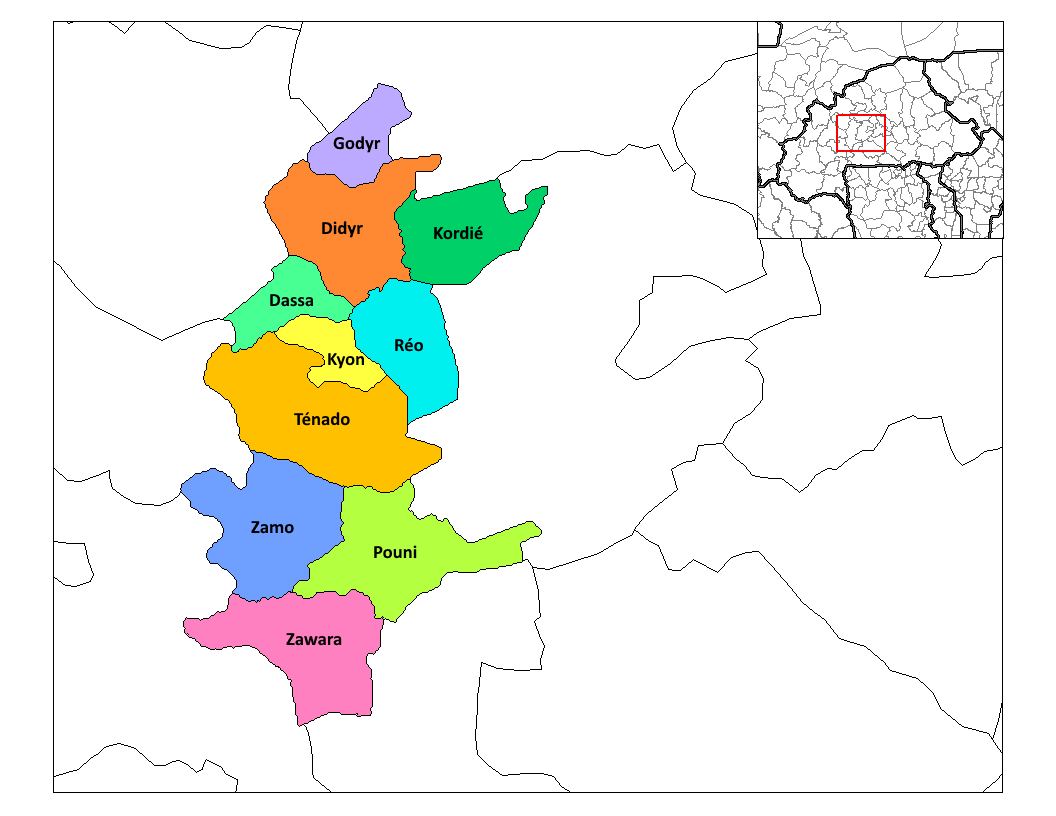
Departamentos de Sanguié.

- Dassa
- Didyr
- Godyr
- Kordié
- Kyon
- Pouni
- Réo
- Ténado
- Zamo
- Zawara

## Sanmatenga

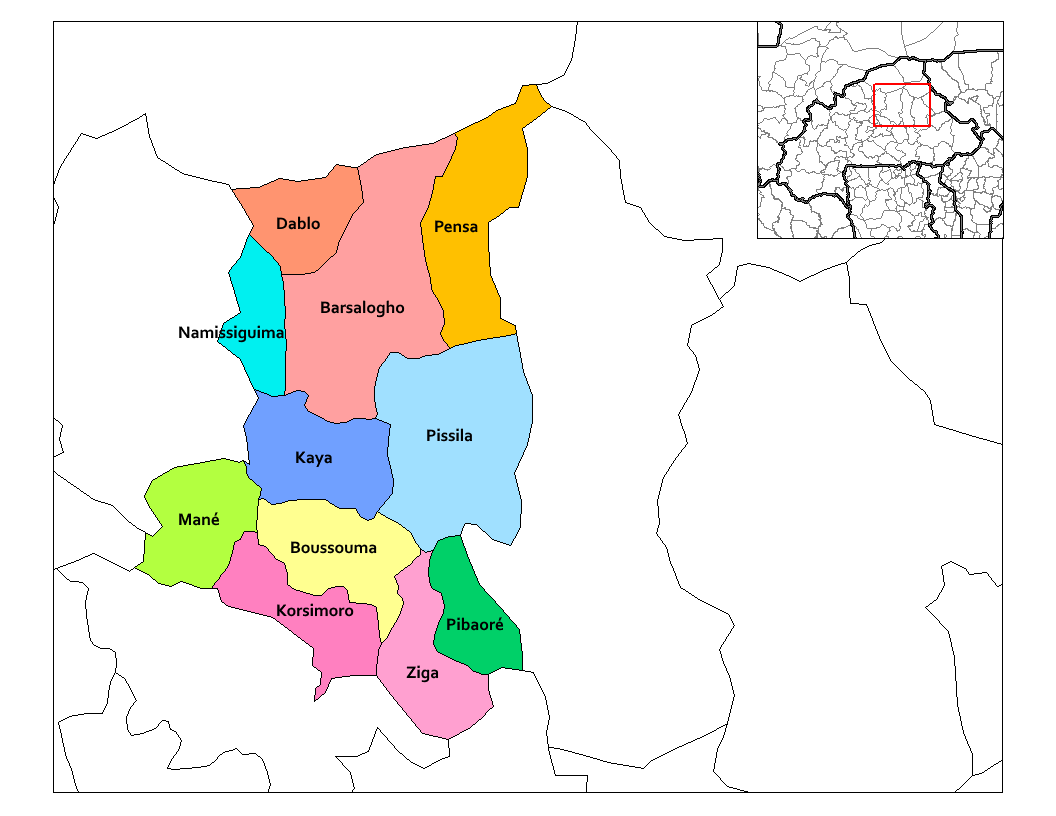
Departamentos de Sanmatenga.

- Barsalogho
- Boussouma
- Dablo
- Kaya
- Korsimoro
- Mané
- Namissiguima
- Pensa
- Pibaoré
- Pissila
- Ziga

## Séno

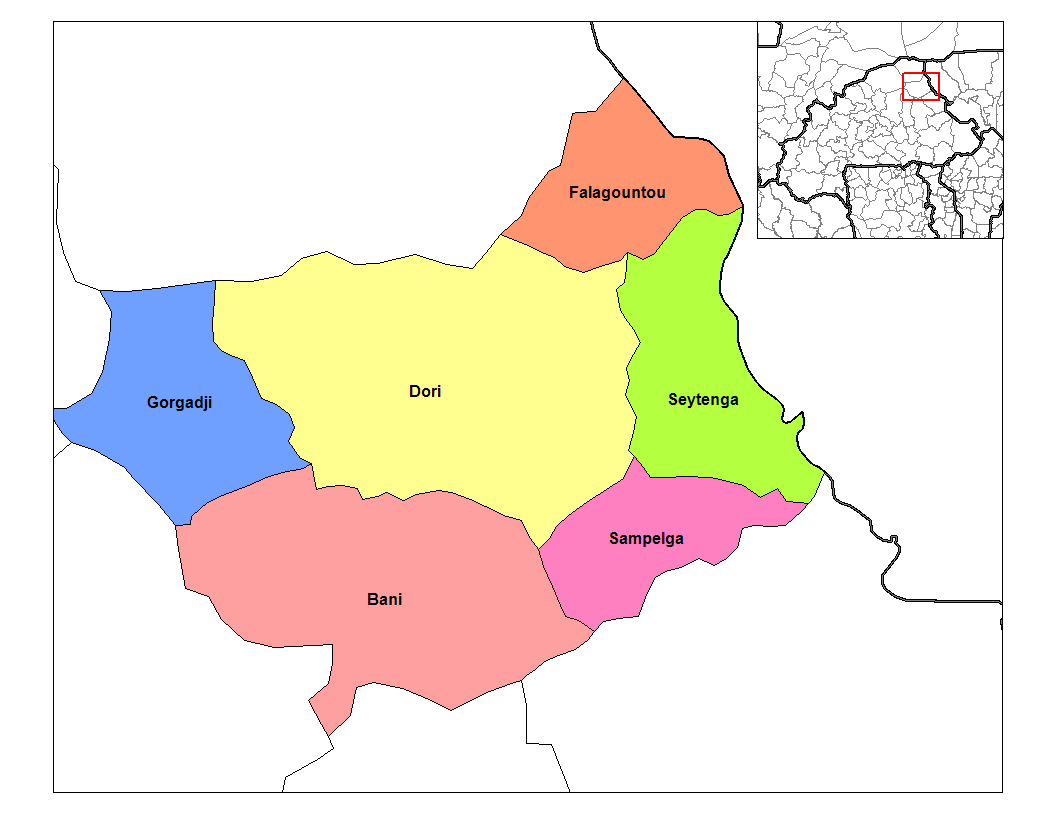
Departamentos de Séno.

- Bani
- Dori
- Falagountou
- Gorgadji
- Sampelga
- Seytenga

## Sissili

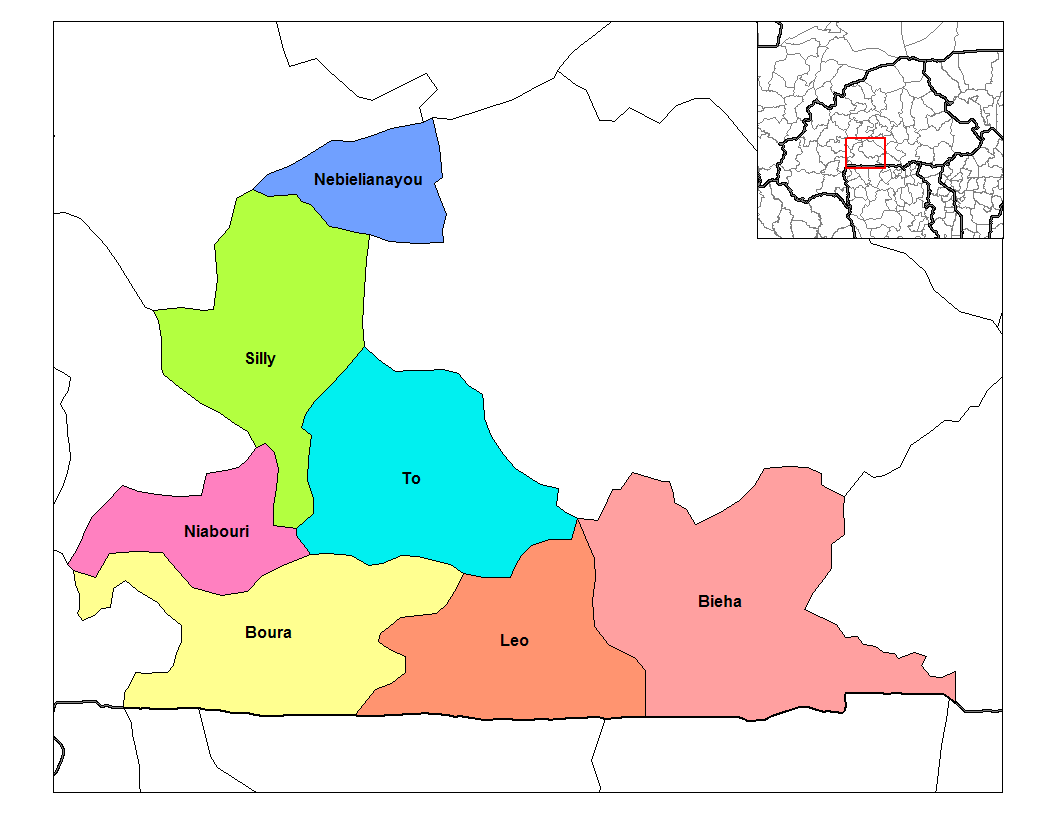
Departamentos de Sissili.

- Biéha
- Boura
- Léo
- Nébiélianayou
- Niabouri
- Silly
- Tô

## Soum

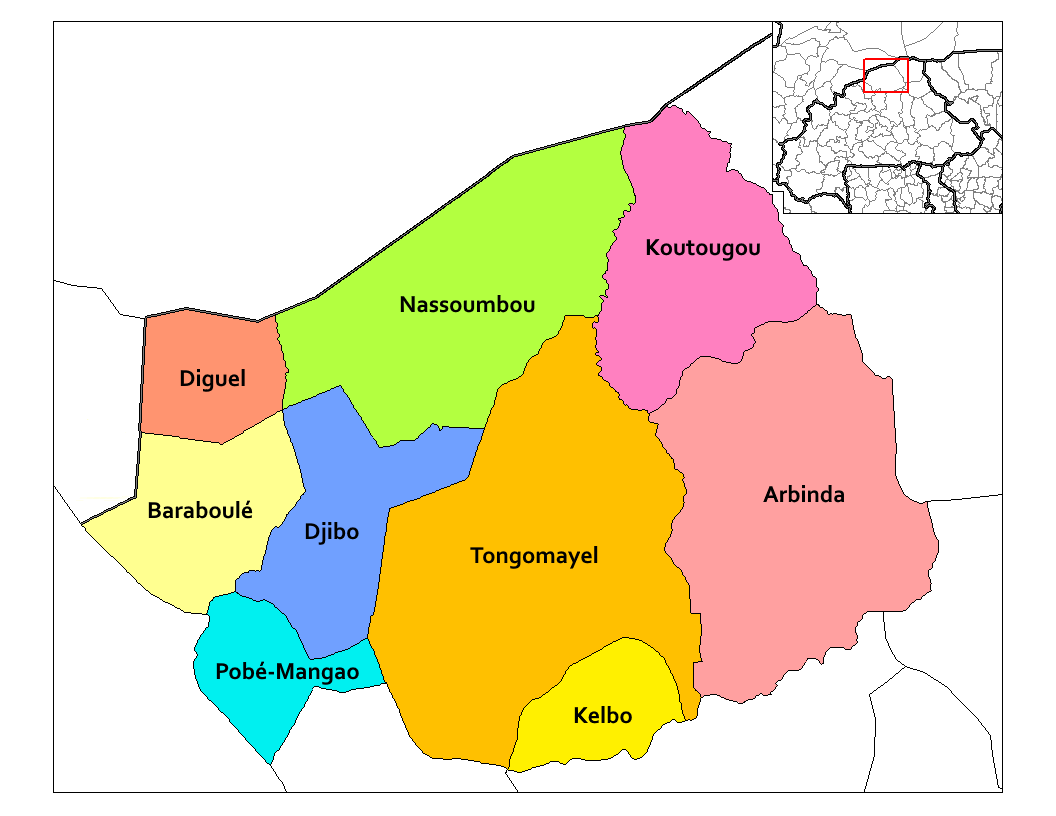
Departamentos de Soum.

- Arbinda
- Baraboulé
- Diguel
- Djibo
- Kelbo
- Koutougou
- Nassoumbou
- Pobé-Mengao
- Tongomayel

## Sourou

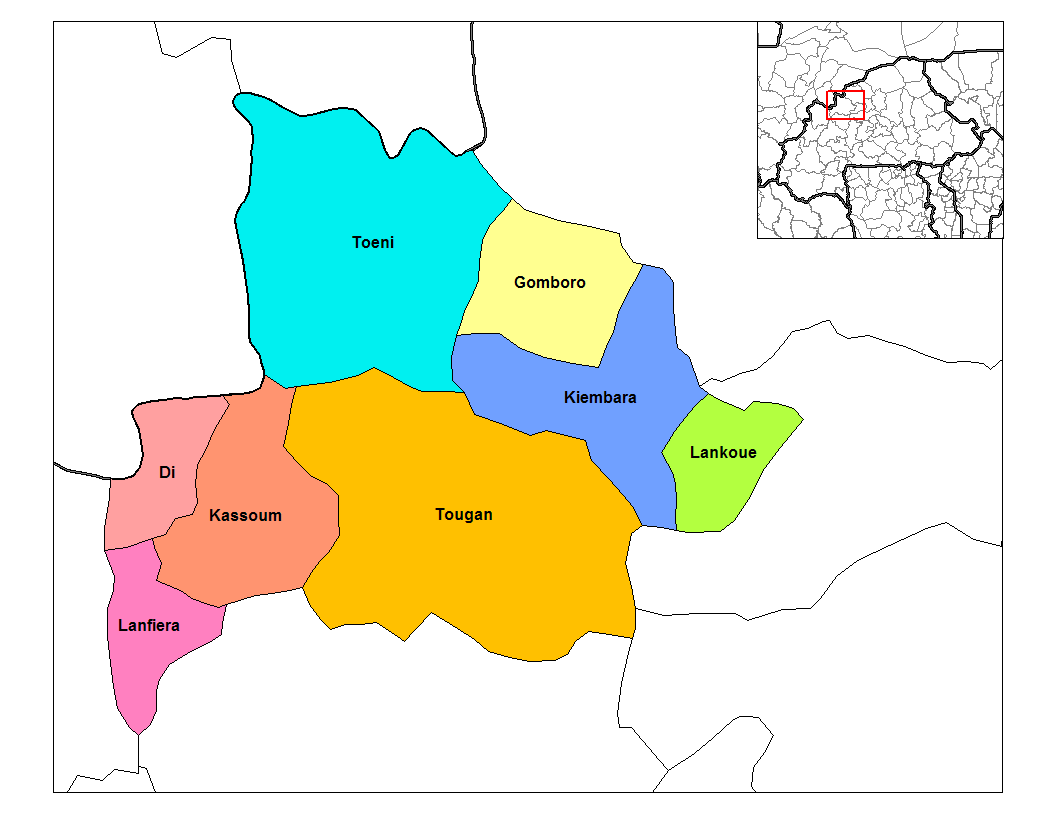
Departamentos de Sourou.

- Di
- Gomboro
- Kassoum
- Kiembara
- Lanfièra
- Lankoué
- Toéni
- Tougan

## Tapoa

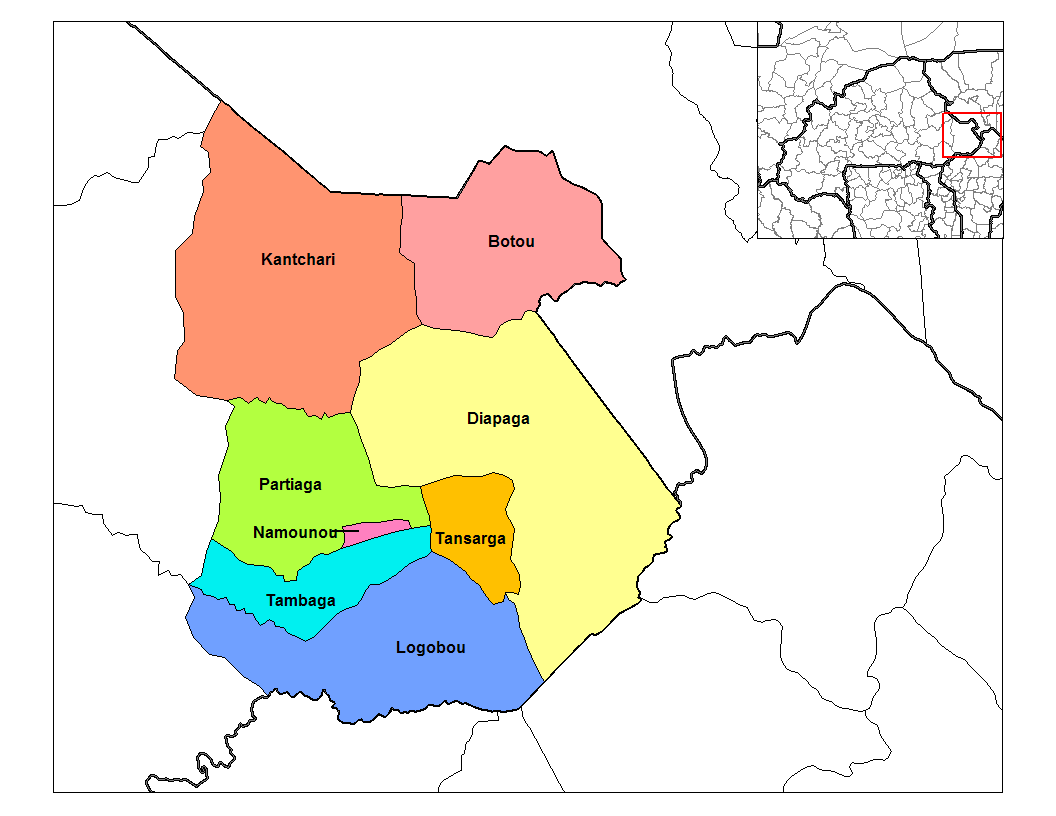
Departamentos de Tapoa.

- Botou
- Diapaga
- Kantchari
- Logobou
- Namounou
- Partiaga
- Tambaga
- Tansarga

## Tuy

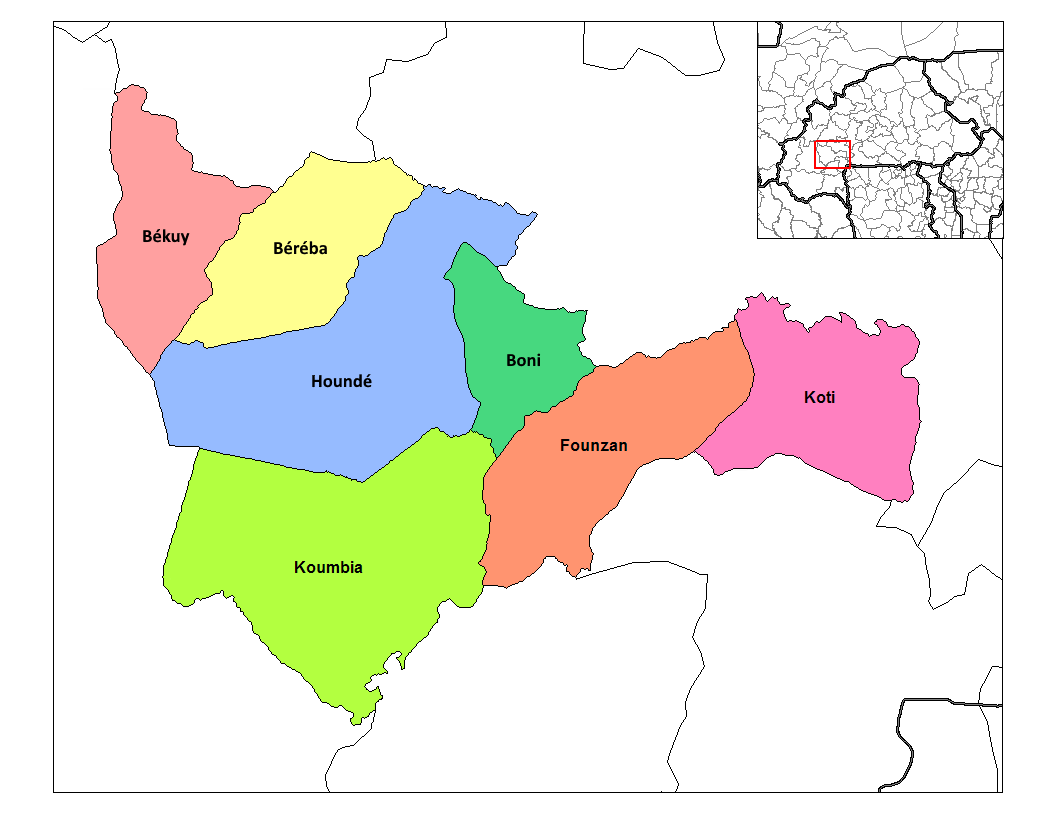
Departamentos de Tuy.

- Bekuy
- Béréba
- Boni
- Founzan
- Houndé
- Koti
- Koumbia

## Yagha

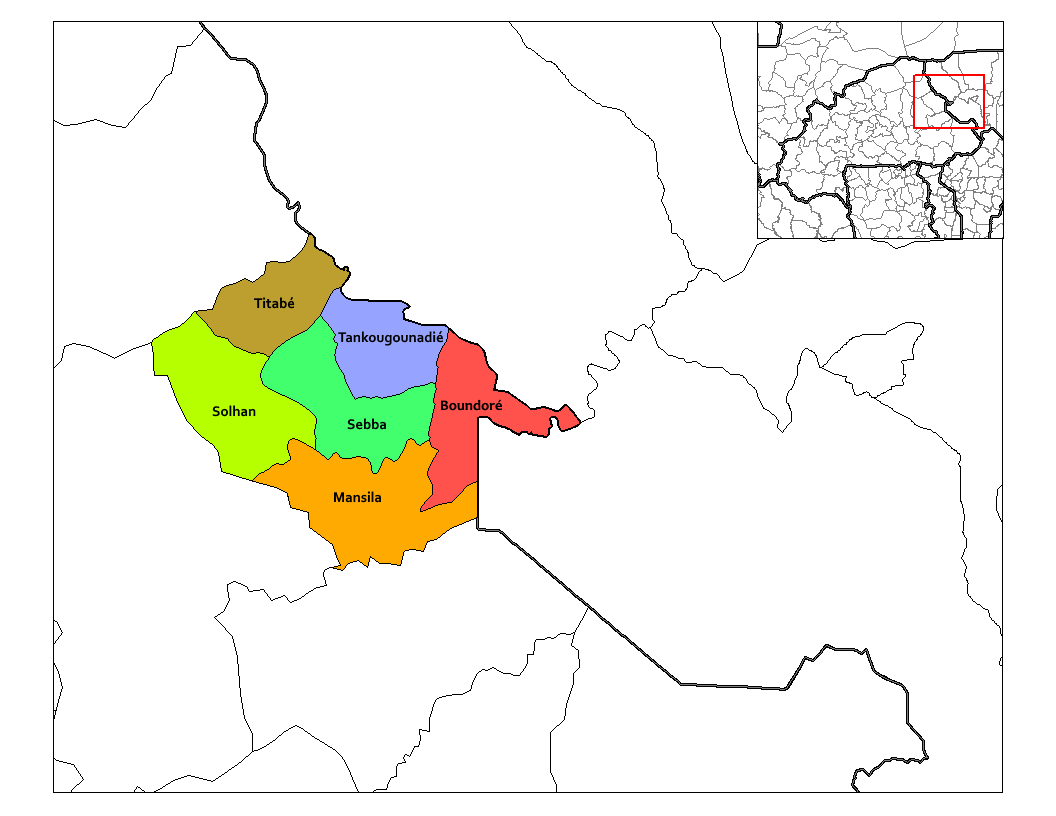
Departamentos de Yagha.

- Boundoré
- Mansila
- Sebba
- Solhan
- Tankougounadié
- Titabé

## Yatenga

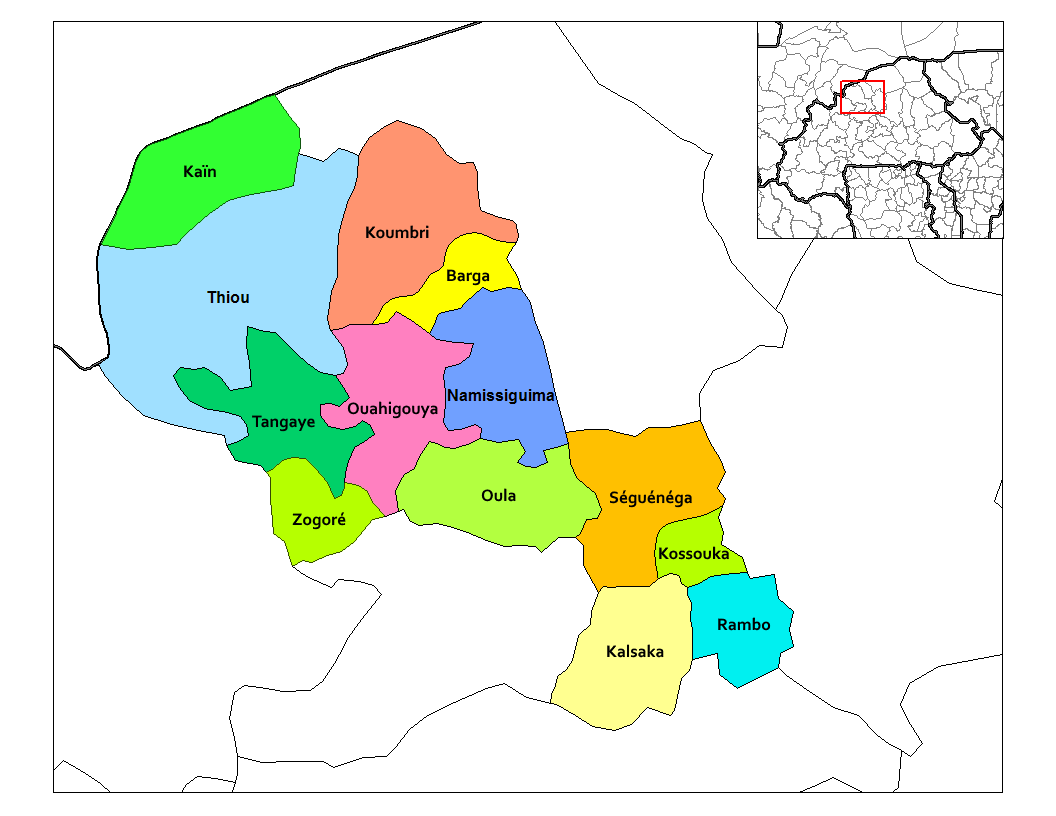
Departamentos de Yatenga.

- Barga
- Kaïn
- Kalsaka
- Kossouka
- Koumbri
- Namissiguima
- Ouahigouya
- Oula
- Rambo
- Séguénéga
- Tangaye
- Thiou
- Zogoré

## Ziro

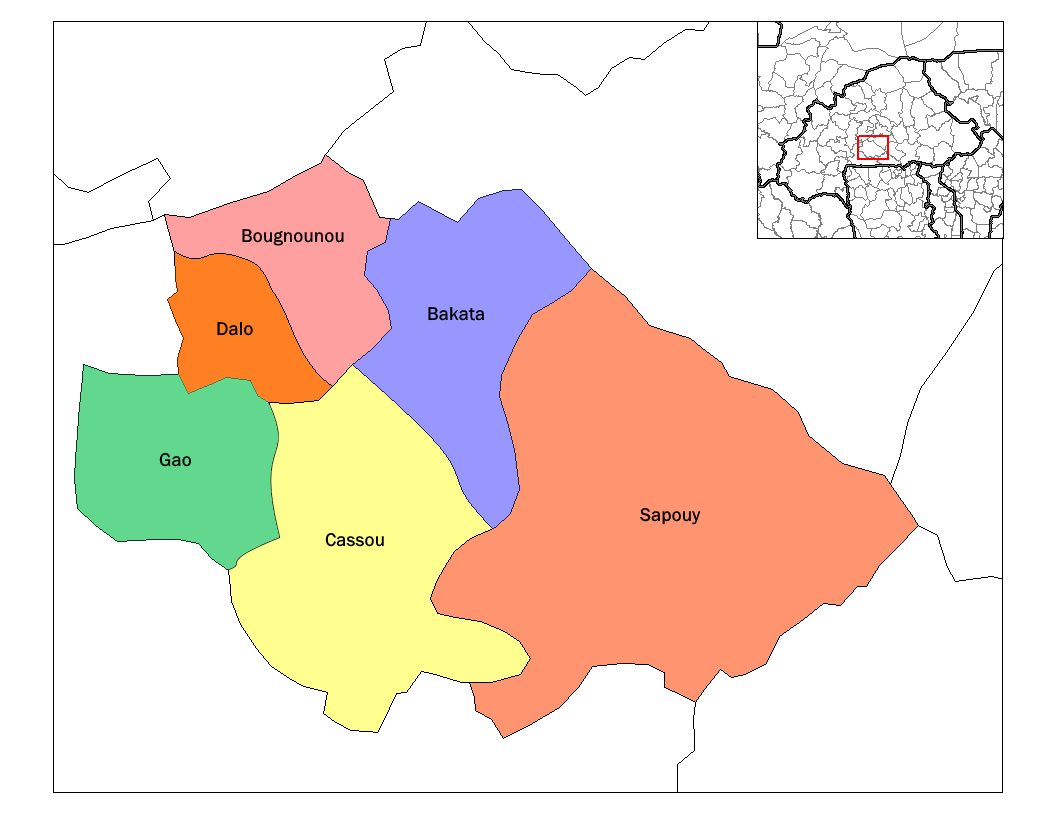
Departamentos de Ziro.

- Bakata
- Bougnounou
- Cassou
- Dalo
- Gao
- Sapouy

## Zondoma

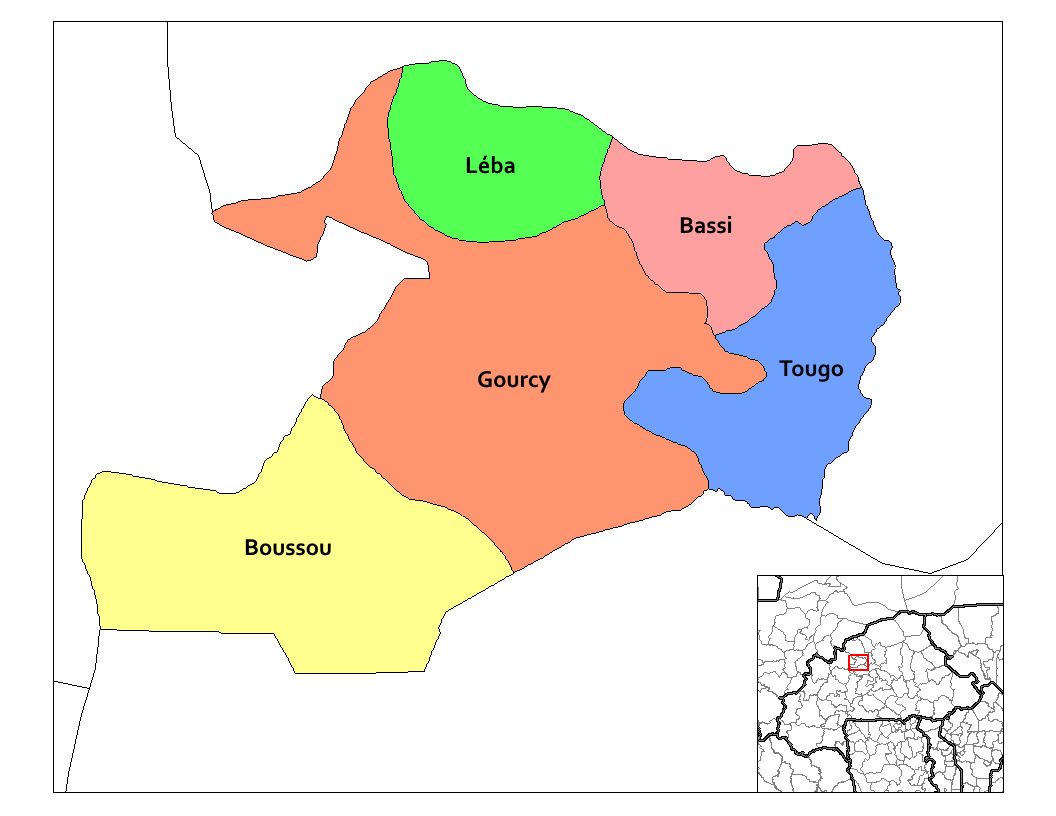
Departamentos de Zondoma.

- Bassi
- Boussou
- Gourcy
- Léba
- Tougo

## Zoundwéogo

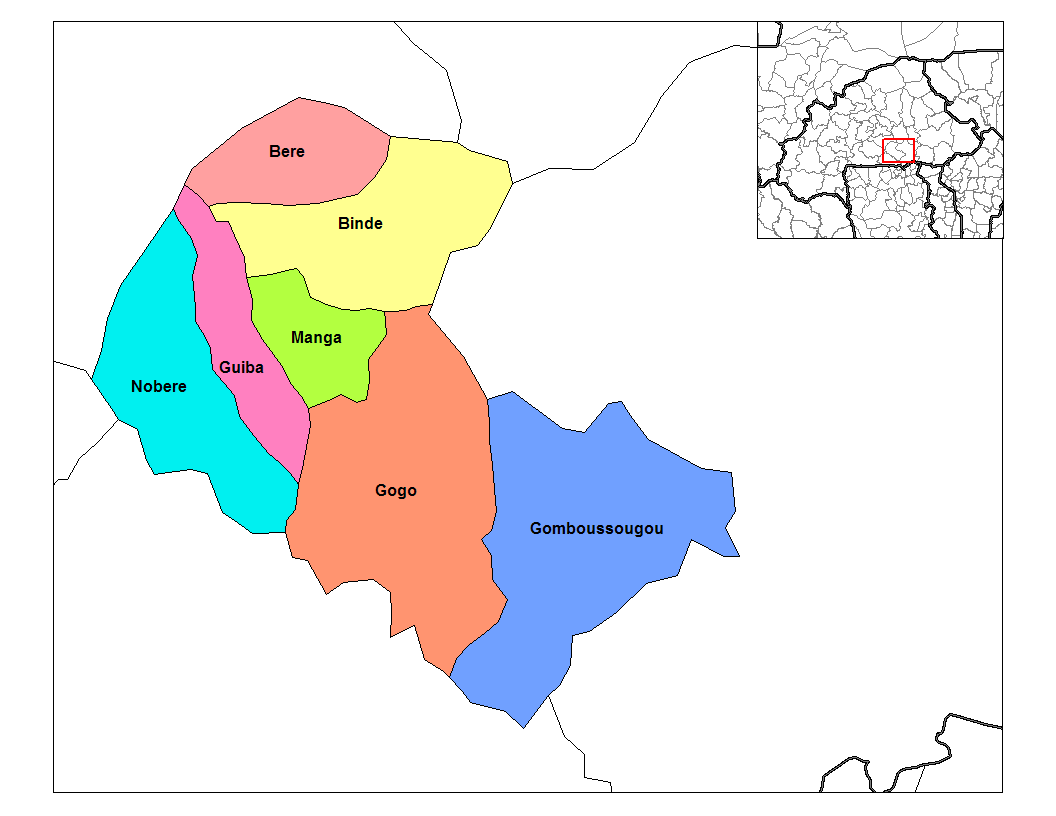
Departamentos de Zoundwéogo.

- Béré
- Bindé
- Gogo
- Gomboussougou
- Guiba
- Manga
- Nobéré